# A Ferencvárosi TC 2017–2018-as szezonja
Ez a szócikk a Ferencvárosi TC 2017–2018-as szezonjáról szól, amely sorozatban a nyolcadik, összességében pedig a 114. idénye a csapatnak a magyar első osztályban. A szezon 2017. július 16-án kezdődött, és 2018 június 2-án ért véget. A klub fennállásának ekkor volt a 119. évfordulója.

## Játékoskeret
A teljes keret 2017. július 22-i szerint
- A félkövérrel írt játékosok rendelkeznek felnőtt válogatottsággal.

| Mezszám       | Név                | Nemzet   | Posztok | Szül. év (kor)                 |         |         |         |         |         |
| Kapusok       | Kapusok            | Kapusok  | Kapusok | Kapusok                        | Kapusok | Kapusok | Kapusok | Kapusok | Kapusok |
| ------------- | ------------------ | -------- | ------- | ------------------------------ | ------- | ------- | ------- | ------- | ------- |
| 90            | Dibusz Dénes       | magyar   | K       | 1990. november 16. (34 éves)   |         |         |         |         |         |
| 31            | Holczer Ádám       | magyar   | K       | 1988. március 28. (37 éves)    |         |         |         |         |         |
| 42            | Varga Ádám         | magyar   | K       | 1999. február 12. (26 éves)    |         |         |         |         |         |
| Védők         |                    |          |         |                                |         |         |         |         |         |
| 5             | Marquinhos Pedroso | brazil   | V       | 1993. október 4. (31 éves)     |         |         |         |         |         |
| 7             | Batik Bence        | magyar   | V       | 1993. november 8. (31 éves)    |         |         |         |         |         |
| 22            | Otigba Kenneth     | magyar   | V       | 1992. augusztus 29. (32 éves)  |         |         |         |         |         |
| 21            | Botka Endre        | magyar   | V       | 1994. augusztus 25. (30 éves)  |         |         |         |         |         |
| 16            | Leandro de Almeida | magyar   | V       | 1982. március 19. (43 éves)    |         |         |         |         |         |
| 37            | Janek Sternberg    | német    | V       | 1992. október 19. (32 éves)    |         |         |         |         |         |
| Középpályások |                    |          |         |                                |         |         |         |         |         |
| 19            | Julian Koch        | német    | KP      | 1990. november 11. (34 éves)   |         |         |         |         |         |
| 11            | Bognár István      | magyar   | KP      | 1991. május 5. (34 éves)       |         |         |         |         |         |
| 17            | Csernik Kornél     | magyar   | KP      | 1998. július 2. (26 éves)      |         |         |         |         |         |
| 15            | Hajnal Tamás       | magyar   | KP      | 1981. március 15. (44 éves)    |         |         |         |         |         |
| 23            | Bőle Lukács        | magyar   | KP      | 1990. március 27. (35 éves)    |         |         |         |         |         |
| 40            | Amadou Moutari     | nigériai | KP      | 1994. január 19. (31 éves)     |         |         |         |         |         |
| 20            | Gera Zoltán        | magyar   | KP      | 1979. április 22. (46 éves)    |         |         |         |         |         |
| 27            | Fernando Gorriarán | uruguay  | KP      | 1994. november 27. (30 éves)   |         |         |         |         |         |
| 30            | Rui Pedro          | portugál | KP      | 1988. július 2. (36 éves)      |         |         |         |         |         |
| 51            | Csonka András      | magyar   | KP      | 2000. május 1. (25 éves)       |         |         |         |         |         |
| Csatárok      |                    |          |         |                                |         |         |         |         |         |
| 97            | Varga Roland       | magyar   | CS      | 1990. január 23. (35 éves)     |         |         |         |         |         |
| 8             | Lovrencsics Gergő  | magyar   | CS      | 1988. szeptember 1. (36 éves)  |         |         |         |         |         |
| 13            | Böde Dániel        | magyar   | CS      | 1986. október 24. (38 éves)    |         |         |         |         |         |
| 29            | Priskin Tamás      | magyar   | CS      | 1986. szeptember 27. (38 éves) |         |         |         |         |         |
| 91            | Lovrencsics Balázs | magyar   | CS      | 1991. augusztus 30. (33 éves)  |         |         |         |         |         |
| 3             | Kundrák Norbert    | magyar   | CS      | 1999. május 18. (26 éves)      |         |         |         |         |         |

## Átigazolások
2017. évi nyári átigazolási időszak, 
 2018. évi téli átigazolási időszak

### Érkezők
| Mezszám | Poz. | Nemzet   | Név                | Kor | EU | Honnan            | Szerződés megnevezése | Átigazolási időszak | Szerződés vége | Átigazolás összege | Forrás |
| ------- | ---- | -------- | ------------------ | --- | -- | ----------------- | --------------------- | ------------------- | -------------- | ------------------ | ------ |
| 22      | KP   | magyar   | Otigba Kenneth     | 24  | EU | Heerenveen        | átigazolás            | Nyári               |                |                    | [ 2 ]  |
| 23      | KP   | magyar   | Bőle Lukács        | 27  | EU | CSM Iași          | átigazolás            | Nyári               |                |                    | [ 3 ]  |
| 27      | KP   | uruguay  | Fernando Gorriarán | 22  | EU | River Plate       | átigazolás            | Nyári               |                |                    | [ 4 ]  |
| 29      | CS   | magyar   | Priskin Tamás      | 30  | EU | Slovan Bratislava | átigazolás            | Nyári               |                |                    | [ 5 ]  |
| 30      | CS   | portugál | Rui Pedro          | 29  | EU | CSZKA Szofija     | átigazolás            | Nyári               |                |                    | [ 6 ]  |
| 91      | CS   | magyar   | Lovrencsics Balázs | 25  | EU | Soroksár SC       | átigazolás            | Nyári               |                |                    | [ 7 ]  |
|         | V    | brazil   | Marquinhos Pedroso | 23  | EU | Gaziantepspor     | átigazolás            | Nyári               |                |                    | [ 8 ]  |
|         | CS   | szerb    | Dejan Georgijević  | 24  | EU | Voždovac          | átigazolás            | Téli                |                |                    | [ 9 ]  |
|         | KP   | magyar   | Nagy Dominik       | 23  | EU | Legia Warszawa    | Kölcsönbe             | Téli                |                |                    | [ 10 ] |

### Távozók
| Mezszám | Poz. | Nemzet     | Név                 | Kor | EU | Hová                              | Szerződés megnevezése              | Átigazolási időszak | Szerződés vége | Átigazolás összege | Forrás |
| ------- | ---- | ---------- | ------------------- | --- | -- | --------------------------------- | ---------------------------------- | ------------------- | -------------- | ------------------ | ------ |
| 5       | V    | német      | Oliver Hüsing       | 24  | EU | Hansa Rostock                     | átigazolás                         | Nyári               |                | ingyen             | [ 11 ] |
| 6       | KP   | magyar     | Kleinheisler László | 23  | EU | Asztana                           | Kölcsönbe a (Werder Brementől)     | Nyári               |                |                    | [ 12 ] |
| 10      | KP   | magyar     | Radó András         | 23  | EU | Puskás Akadémia                   | átigazolás                         | Nyári               |                |                    | [ 13 ] |
| 16      | KP   | magyar     | Csilus Tamás        | 22  | EU | Nyíregyháza Spartacus             | átigazolás                         | Nyári               |                |                    | [ 14 ] |
| 18      | CS   | dél-koreai | Rju Szungu          | 23  | EU | Jeju United                       | Kölcsönbe a ( Bayer Leverkusentől) | Nyári               |                |                    | [ 15 ] |
| 23      | CS   | ausztriai  | Marco Djuricin      | 24  | EU | Grasshoppers                      | Kölcsönbe a ( Red Bull Salzburg)   | Nyári               |                |                    | [ 16 ] |
| 27      | CS   | lengyel    | Michał Nalepa       | 25  | EU | Lechia Gdańsk                     | átigazolás                         | Nyári               |                |                    | [ 17 ] |
| 30      | KP   | szerb      | Vladan Čukić        | 37  | EU |                                   | Visszavonult                       | Nyári               |                |                    |        |
| 35      | KP   | német      | Florian Trinks      | 25  | EU | Chemnitzer                        | átigazolás                         | Nyári               |                |                    | [ 18 ] |
| 55      | K    | magyar     | Jova Levente        | 25  | EU | Nyíregyháza SFC                   | átigazolás                         | Nyári               |                |                    | [ 14 ] |
| 66      | V    | ausztriai  | Emir Dilaver        | 25  | EU | Lech Poznań                       | átigazolás                         | Nyári               |                |                    | [ 19 ] |
| 95      | KP   | magyar     | Haris Attila        | 20  | EU | Balmazújvárosi Kamilla Gyógyfürdő | átigazolás                         | Nyári               |                |                    | [ 20 ] |
|         | CS   | magyar     | Dragóner Filip      | 19  | EU | Nyíregyháza SFC                   | átigazolás                         | Nyári               |                |                    | [ 14 ] |

## Statisztikák
Utolsó elszámolt mérkőzés: 2017. október 28.

### Összesített statisztika
A felkészülési mérkőzéseket nem vettük figyelembe.
| Lejátszott mérkőzés                             | 20 (14 OTP Bank Liga, 2 Magyar kupa, 4 Európa-liga) |  |
| Győzelem                                        | 11 (8 OTP Bank Liga, 1 Magyar kupa, 2 Európa-liga) |  |
| Döntetlen                                       | 5 (5 OTP Bank Liga, 0 Magyar kupa, 0 Európa-liga) |  |
| Vereség                                         | 4 (1 OTP Bank Liga, 1 Magyar kupa, 2 Európa-liga) |  |
| Szerzett gól                                    | 36 (28 OTP Bank Liga, 2 Magyar kupa, 6 Európa-liga) |  |
| Kapott gól                                      | 22 (13 OTP Bank Liga, 2 Magyar kupa, 7 Európa-liga) |  |
| Gólkülönbség                                    | +14 |  |
| Sárga lap                                       | 47 (28 OTP Bank Liga, 5 Magyar kupa, 14 Európa-liga) |  |
| Kiállítás                                       | 1 (1 OTP Bank Liga, 0 Magyar kupa, 0 Európa-liga) |  |
| Legnagyobb arányú győzelem                      | 5–0 Mezőkövesd, otthon (2017. 07. 30., OTP Bank Liga 3. forduló) |  |
| Legnagyobb arányú vereség                       | 2–4 Midtjylland, otthon (2017. 07. 13., Európa-liga 2. selejtezőkör, 1. mérkőzés), 1–3 Midtjylland, idegenben (2017. 07. 20., Európa-liga 2. selejtezőkör, visszavágó), és1–3 Videoton, idegenben (2017. 08. 27., OTP Bank Liga, 7. forduló), |  |
| Leghosszabb veretlenségi sorozat a bajnokságban | 7 mérkőzés, 8. fordulótól–jelenleg is: Vasas (5–2; O), Honvéd (3–1; I), Diósgyőr (2–0; O), Balmazújváros (3–2; I), Puskás Akadémia (1–1; I), Újpest (1–0; O), Mezőkövesd (1–0; I)                                                             |  |
| Legmagasabb hazai nézőszám                      | 14 752, Újpest, 2017. 10. 21., OTP Bank Liga 13. forduló |  |
| Legalacsonyabb hazai nézőszám                   | 6 087, Puskás Akadémia, 2017. 07. 16., OTP Bank Liga 1. forduló |  |
| Góllövőlista                                    | 15 gól, Varga Roland (12 OTP Bank Liga, 0 Magyar kupa, 3 Európa-liga) |  |
| Pont (csak OTP Bank Liga)                       | 29 pont a megszerezhető 42-ből (69,0%) |  |

### Kiírások
Dőlttel a jelenleg még le nem zárult kiírásokat illetve az azokban elért helyezést jelöltük.
| Kiírás        | Statisztikák | Statisztikák | Statisztikák | Statisztikák | Statisztikák | Statisztikák | Statisztikák | Kezdő forduló/ helyezés  | Végső forduló/ helyezés | Mérkőzések dátumai | Mérkőzések dátumai | Mérkőzések dátumai |
| Kiírás        | M            | GY           | D            | V            | LG–KG        | GK           | GÁ           | Kezdő forduló/ helyezés  | Végső forduló/ helyezés | Első               | Utolsó             | Következő          |
| ------------- | ------------ | ------------ | ------------ | ------------ | ------------ | ------------ | ------------ | ------------------------ | ----------------------- | ------------------ | ------------------ | ------------------ |
| OTP Bank Liga | 14           | 08           | 05           | 01           | 28–13        | 0+15         | 1,93         | 7.                       | 1.                      | 2017. 07. 16.      | 2017. 10. 28.      | 2017. 11. 04.      |
| Magyar kupa   | 02           | 01           | 0            | 01           | 02–02        | 0            | 1,00         | 6. forduló (legjobb 128) | 7. forduló (legjobb 64) | 2017. 09. 19.      | 2017. 10. 24.      | —                  |
| Európa-liga   | 04           | 02           | 0            | 02           | 06–07        | 0–1          | 1,50         | 1. selejtezőkör          | 2. selejtezőkör         | 2017. 06. 29.      | 2017. 07. 20.      | —                  |
| Összesen      | 20           | 11           | 05           | 04           | 36–22        | +14          | 1,80         |                          |                         |                    |                    |                    |

### Sárga/piros lapok és eltiltások a szezonban
Csak azokat a játékosokat tüntettük fel a táblázatban, akik a szezon során legalább egy figyelmeztetést kaptak.
Az adott mérkőzést részletesen is megnézheti, ha a forduló sorszámát jelző szám alatti O vagy I betűre kattint.
| Játékos        | Összes figyelmeztetés | Összes figyelmeztetés | Összes figyelmeztetés | Összes figyelmeztetés | Összes figyelmeztetés | OTP Bank Liga    | OTP Bank Liga    | OTP Bank Liga    | OTP Bank Liga    | OTP Bank Liga    | OTP Bank Liga | OTP Bank Liga | OTP Bank Liga | OTP Bank Liga | OTP Bank Liga | OTP Bank Liga | OTP Bank Liga | OTP Bank Liga | OTP Bank Liga                        | OTP Bank Liga | OTP Bank Liga | OTP Bank Liga | OTP Bank Liga | OTP Bank Liga | OTP Bank Liga | OTP Bank Liga | OTP Bank Liga | OTP Bank Liga | OTP Bank Liga | OTP Bank Liga | OTP Bank Liga | OTP Bank Liga | OTP Bank Liga | OTP Bank Liga | OTP Bank Liga | OTP Bank Liga | OTP Bank Liga | OTP Bank Liga | OTP Bank Liga | OTP Bank Liga | OTP Bank Liga | OTP Bank Liga | OTP Bank Liga | Magyar kupa      | Magyar kupa      | Magyar kupa      | Magyar kupa      | Magyar kupa      | Magyar kupa | Magyar kupa |
| Játékos        | Összes figyelmeztetés | Összes figyelmeztetés | Összes figyelmeztetés | Összes figyelmeztetés | Összes figyelmeztetés | Figyelmeztetések | Figyelmeztetések | Figyelmeztetések | Figyelmeztetések | Figyelmeztetések | 1             | 2             | 3             | 4             | 5             | 6             | 7             | 8             | 9                                    | 10            | 11            | 12            | 13            | 14            | 15            | 16            | 17            | 18            | 19            | 20            | 21            | 22            | 23            | 24            | 25            | 26            | 27            | 28            | 29            | 30            | 31            | 32            | 33            | Figyelmeztetések | Figyelmeztetések | Figyelmeztetések | Figyelmeztetések | Figyelmeztetések | 6           | 7           |
| Játékos        | Σ                     |                       |                       |                       | KM                    | Σ                |                  |                  |                  | KM               | O             | I             | I             | O             | I             | O             | I             | O             | I                                    | O             | I             | I             | O             | I             | O             | I             | I             | O             | I             | O             | I             | O             | O             | I             | O             | I             | O             | O             | I             | O             | I             | O             | I             | Σ                |                  |                  |                  | KM               | I           | I           |
| -------------- | --------------------- | --------------------- | --------------------- | --------------------- | --------------------- | ---------------- | ---------------- | ---------------- | ---------------- | ---------------- | ------------- | ------------- | ------------- | ------------- | ------------- | ------------- | ------------- | ------------- | ------------------------------------ | ------------- | ------------- | ------------- | ------------- | ------------- | ------------- | ------------- | ------------- | ------------- | ------------- | ------------- | ------------- | ------------- | ------------- | ------------- | ------------- | ------------- | ------------- | ------------- | ------------- | ------------- | ------------- | ------------- | ------------- | ---------------- | ---------------- | ---------------- | ---------------- | ---------------- | ----------- | ----------- |
| Otigba         | 6                     | 6                     | 0                     | 0                     | 1                     | 5                | 5                | 0                | 0                | 1                |               |               |               | Sárga lap     |               |               | Sárga lap     |               | Sárga lap                            |               |               | Sárga lap     |               | Sárga lap     | X             |               |               |               |               |               |               |               |               |               |               |               |               |               |               |               |               |               |               | 1                | 1                | 0                | 0                | 0                |             | Sárga lap   |
| Leandro        | 5                     | 5                     | 0                     | 0                     | 1                     | 5                | 5                | 0                | 0                | 1                |               |               |               |               | Sárga lap     | Sárga lap     |               |               |                                      |               | Sárga lap     | Sárga lap     |               | Sárga lap     | X             |               |               |               |               |               |               |               |               |               |               |               |               |               |               |               |               |               |               | 0                | 0                | 0                | 0                | 0                |             |             |
| Gorriarán      | 4                     | 4                     | 0                     | 0                     | 0                     | 4                | 4                | 0                | 0                | 0                |               | Sárga lap     | Sárga lap     | Sárga lap     |               |               |               |               |                                      |               |               |               | Sárga lap     |               |               |               |               |               |               |               |               |               |               |               |               |               |               |               |               |               |               |               |               | 0                | 0                | 0                | 0                | 0                |             |             |
| Batik          | 3                     | 3                     | 0                     | 0                     | 0                     | 3                | 3                | 0                | 0                | 0                | Sárga lap     | Sárga lap     |               |               |               |               | Sárga lap     |               |                                      |               |               |               |               |               |               |               |               |               |               |               |               |               |               |               |               |               |               |               |               |               |               |               |               | 0                | 0                | 0                | 0                | 0                |             |             |
| Botka          | 3                     | 2                     | 1                     | 0                     | 1                     | 3                | 2                | 1                | 0                | 1                |               |               |               | Sárga lap     |               |               |               |               | sárga lap · 2. sárga lap · kiállítva | X             |               | Sárga lap     |               |               |               |               |               |               |               |               |               |               |               |               |               |               |               |               |               |               |               |               |               | 0                | 0                | 0                | 0                | 0                |             |             |
| Pedroso        | 3                     | 3                     | 0                     | 0                     | 0                     | 2                | 2                | 0                | 0                | 0                |               |               |               |               |               |               | Sárga lap     | Sárga lap     |                                      |               |               |               |               |               |               |               |               |               |               |               |               |               |               |               |               |               |               |               |               |               |               |               |               | 1                | 1                | 0                | 0                | 0                |             | Sárga lap   |
| Koch           | 2                     | 2                     | 0                     | 0                     | 0                     | 2                | 2                | 0                | 0                | 0                | Sárga lap     |               |               | Sárga lap     |               |               |               |               |                                      |               |               |               |               |               |               |               |               |               |               |               |               |               |               |               |               |               |               |               |               |               |               |               |               | 0                | 0                | 0                | 0                | 0                |             |             |
| Paintsil       | 2                     | 2                     | 0                     | 0                     | 0                     | 1                | 1                | 0                | 0                | 0                |               |               |               |               |               |               |               |               |                                      |               |               |               |               | Sárga lap     |               |               |               |               |               |               |               |               |               |               |               |               |               |               |               |               |               |               |               | 1                | 1                | 0                | 0                | 0                |             | Sárga lap   |
| Blažič         | 1                     | 1                     | 0                     | 0                     | 0                     | 1                | 1                | 0                | 0                | 0                |               |               |               |               |               |               |               |               |                                      |               |               | Sárga lap     |               |               |               |               |               |               |               |               |               |               |               |               |               |               |               |               |               |               |               |               |               | 0                | 0                | 0                | 0                | 0                |             |             |
| Böde           | 1                     | 1                     | 0                     | 0                     | 0                     | 0                | 0                | 0                | 0                | 0                |               |               |               |               |               |               |               |               |                                      |               |               |               |               |               |               |               |               |               |               |               |               |               |               |               |               |               |               |               |               |               |               |               |               | 1                | 1                | 0                | 0                | 0                |             | Sárga lap   |
| Csernik        | 1                     | 1                     | 0                     | 0                     | 0                     | 0                | 0                | 0                | 0                | 0                |               |               |               |               |               |               |               |               |                                      |               |               |               |               |               |               |               |               |               |               |               |               |               |               |               |               |               |               |               |               |               |               |               |               | 1                | 1                | 0                | 0                | 0                | Sárga lap   |             |
| Ramalho        | 1                     | 1                     | 0                     | 0                     | 0                     | 1                | 1                | 0                | 0                | 0                | Sárga lap     |               |               |               |               |               |               |               |                                      |               |               |               |               |               |               |               |               |               |               |               |               |               |               |               |               |               |               |               |               |               |               |               |               | 0                | 0                | 0                | 0                | 0                |             |             |
| Lovrencsics B. | 1                     | 1                     | 0                     | 0                     | 0                     | 1                | 1                | 0                | 0                | 0                |               |               |               |               |               | Sárga lap     |               |               |                                      |               |               |               |               |               |               |               |               |               |               |               |               |               |               |               |               |               |               |               |               |               |               |               |               | 0                | 0                | 0                | 0                | 0                |             |             |
| Lovrencsics G. | 1                     | 1                     | 0                     | 0                     | 0                     | 1                | 1                | 0                | 0                | 0                |               |               |               |               |               |               |               |               |                                      | Sárga lap     |               |               |               |               |               |               |               |               |               |               |               |               |               |               |               |               |               |               |               |               |               |               |               | 0                | 0                | 0                | 0                | 0                |             |             |
| Összesen       | 34                    | 33                    | 1                     | 0                     | 3                     | 29               | 28               | 1                | 0                | 3                | 3             | 2             | 1             | 4             | 1             | 2             | 3             | 1             | 2                                    | 1             | 1             | 4             | 1             | 3             |               |               |               |               |               |               |               |               |               |               |               |               |               |               |               |               |               |               |               | 5                | 5                | 0                | 0                | 0                | 1           | 4           |

Jelmagyarázat: Helyszín: O = otthon (hazai pályán); I = idegenben;
Σ = összes sárga ill. piros lap;  = sárga lapos figyelmeztetés;  = egy mérkőzésen 2 sárga lap utáni azonnali kiállítás;  = piros lapos figyelmeztetés, azonnali kiállítás; X = eltiltás; KM = eltiltás miatt kihagyott mérkőzés
A sárga lapos figyelmeztetések következménye: a labdarúgó az adott bajnokság 5. sárga lapos figyelmeztetését követően a soron következő egy bajnoki mérkőzésen nem rendelkezik játékjogosultsággal.

## OTP Bank Liga
Győzelem
      Döntetlen
      Vereség
| 1. ford. |

| Ferencváros | 1 – 1 | Puskás Ak. |
| ----------- | ----- | ---------- |
|             |       |            |

| Részletek |

| 2. ford. |

| Újpest | 2 – 2 | Ferencváros |
| ------ | ----- | ----------- |
|        |       |             |

| Részletek |

| 3. ford. |

| Ferencváros | 5 – 0 | Mezőkövesd |
| ----------- | ----- | ---------- |
|             |       |            |

| Részletek |

| 4. ford. |

| Debrecen | 0 – 0 | Ferencváros |
| -------- | ----- | ----------- |
|          |       |             |

| Részletek |

| 5. ford. |

| Ferencváros | 1 – 1 | Paks |
| ----------- | ----- | ---- |
|             |       |      |

| Részletek |

| 6. ford. |

| Ferencváros | 2 – 0 | Haladás |
| ----------- | ----- | ------- |
|             |       |         |

| Részletek |

| 7. ford. |

| Videoton | 3 – 1 | Ferencváros |
| -------- | ----- | ----------- |
|          |       |             |

| Részletek |

| 8. ford. |

| Ferencváros | 5 – 2 | Vasas |
| ----------- | ----- | ----- |
|             |       |       |

| Részletek |

| 9. ford. |

| Honvéd | 1 – 3 | Ferencváros |
| ------ | ----- | ----------- |
|        |       |             |

| Részletek |

| 10. ford. |

| Ferencváros | 2 – 0 | Diósgyőr |
| ----------- | ----- | -------- |
|             |       |          |

| Részletek |

| 11. ford. |

| Balmazújv. | 2 – 3 | Ferencváros |
| ---------- | ----- | ----------- |
|            |       |             |

| Részletek |

| 12. ford. |

| Puskás Ak. | 1 – 1 | Ferencváros |
| ---------- | ----- | ----------- |
|            |       |             |

| Részletek |

| 13. ford. |

| Ferencváros | 1 – 0 | Újpest |
| ----------- | ----- | ------ |
|             |       |        |

| Részletek |

| 14. ford. |

| Mezőkövesd | 0 – 1 | Ferencváros |
| ---------- | ----- | ----------- |
|            |       |             |

| Részletek |

| 15. ford. |

| Ferencváros | 2 – 1 | Debrecen |
| ----------- | ----- | -------- |
|             |       |          |

| Részletek |

| 16. ford. |

| Paks | 0 – 2 | Ferencváros |
| ---- | ----- | ----------- |
|      |       |             |

| Részletek |

| 17. ford. |

| Haladás | 2 – 1 | Ferencváros |
| ------- | ----- | ----------- |
|         |       |             |

| Részletek |

| 18. ford. |

| Ferencváros | 3 – 1 | Videoton |
| ----------- | ----- | -------- |
|             |       |          |

| Részletek |

| 19. ford. |

| Vasas | 0 – 2 | Ferencváros |
| ----- | ----- | ----------- |
|       |       |             |

| Részletek |

| 20. ford. |

| Ferencváros | 5 – 2 | Honvéd |
| ----------- | ----- | ------ |
|             |       |        |

| Részletek |

| 21. ford. |

| Diósgyőr | 2 – 1 | Ferencváros |
| -------- | ----- | ----------- |
|          |       |             |

| Részletek |

| 22. ford. |

| Ferencváros | 5 – 0 | Balmazújv. |
| ----------- | ----- | ---------- |
|             |       |            |

| Részletek |

| 23. ford. |

| Ferencváros | 3 – 1 | Puskás Ak. |
| ----------- | ----- | ---------- |
|             |       |            |

| Részletek |

| 24. ford. |

| Újpest | 0 – 0 | Ferencváros |
| ------ | ----- | ----------- |
|        |       |             |

| Részletek |

| 25. ford. |

| Ferencváros | 3 – 0 | Mezőkövesd |
| ----------- | ----- | ---------- |
|             |       |            |

| Részletek |

| 26. ford. |

| Debrecen | 1 – 1 | Ferencváros |
| -------- | ----- | ----------- |
|          |       |             |

| Részletek |

| 27. ford. |

| Ferencváros | 2 – 2 | Paks |
| ----------- | ----- | ---- |
|             |       |      |

| Részletek |

| 28. ford. |

| Ferencváros | 2 – 1 | Haladás |
| ----------- | ----- | ------- |
|             |       |         |

| Részletek |

| 29. ford. |

| Videoton | 0 – 0 | Ferencváros |
| -------- | ----- | ----------- |
|          |       |             |

| Részletek |

| 30. ford. |

| Ferencváros | 1 – 1 | Vasas |
| ----------- | ----- | ----- |
|             |       |       |

| Részletek |

| 31. ford. |

| Honvéd | 1 – 1 | Ferencváros |
| ------ | ----- | ----------- |
|        |       |             |

| Részletek |

| 32. ford. |

| Ferencváros | 4 – 0 | Diósgyőr |
| ----------- | ----- | -------- |
|             |       |          |

| Részletek |

| 33. ford. |

| Balmazújv. | 3 – 3 | Ferencváros |
| ---------- | ----- | ----------- |
|            |       |             |

| Részletek |

### Első kör
| 1. forduló 2017. július 16. Vasárnap 17:00 (tv: M4 Sport) |

| Ferencváros                                  | 1 – 1               | Puskás Akadémia                                           |
| -------------------------------------------- | ------------------- | --------------------------------------------------------- |
| Varga (1–1) 41' Batik 14' Pedro 45' Koch 54' | (1 – 1) Jegyzőkönyv | 24' (0–1) 24' Szakály P. 8' Vanczák 45' Márkvárt 50' Poór |

| Groupama Aréna, Budapest Nézőszám: 6 087 Játékvezető: Andó-Szabó Sándor (magyar) Asszisztensek: Albert István és Szert Balázs |

- Ferencváros: Dibusz — Lovrencsics B., Batik, Leandro (Koch  76'), Botka — Gera Z., Gorriaran — Varga R., Pedro (Hajnal  szünetben), Bőle — Lovrencsics G. Fel nem használt cserék: Varga A. (kapus), Csernik, Priskin, Kundrák. Vezetőedző: Thomas Doll

Ez nem volt egy jó meccs, lehetett látni, hogy a csütörtöki mérkőzést követően valamelyest fáradt volt a csapat. Sok rossz döntést hoztak a játékosok, ennek az lehetett az oka, hogy fejben fáradtak voltak. A fiúk akartak, ez lehetett látni a mérkőzés előtt, de a félidőben is. Kevés volt az átütő erő bennünk, volt olyan játékos, akinek többet kellett volna mutatnia. Ez nem egy előnyös helyzet, amikor egy ilyen csütörtöki mérkőzést követően hátrányba kerülünk… A második félidőben igyekeztek a játékosok, de az utolsó harmadban ez kevés volt. Ezt követően arra is kellett figyelni a találkozó utolsó negyedórájában, hogy tíz emberrel ne veszítsük el ezt a találkozót. Arra kell ügyelnünk, hogy megint friss legyen a csapat. Egy picit lehet, hogy megtörte a fiúkat a csütörtöki, kétgólos előnyből elveszített meccs, lehet, hogy nem mindenki tudta ezt feldolgozni. Ezt a két pontot már nem tudjuk visszahozni, de mindent megteszünk a jövőben, hogy sikeresek legyünk.
- Puskás Akadémia: Danilović — Spandler , Heris, Vanczák, Poór, — Mevoungou — Szakály (Bačelić-Grgić  44'), Balogh, Márkvárt, Prosser (Molnár  68') — Radó (Diallo  54')  Fel nem használt cserék: Hegedűs (kapus), Csilus, Polonkai, Zsidai. Vezetőedző:  Pintér Attila

| 2. forduló 2017. július 23., szombat 18:00 (tv: Duna World) |

| Újpest                                                                               | 2 – 2               | Ferencváros                                                 |
| ------------------------------------------------------------------------------------ | ------------------- | ----------------------------------------------------------- |
| Novothny (1–0) 27' Nagy (2–1) 62' Nwobodo 39' Balázs 69' Litauszki 79' Windecker 84' | (1 – 1) Jegyzőkönyv | 36' (1–1) Priskin 90' (2–2) Varga R. 9' Batik 79' Gorriarán |

| Szusza Ferenc Stadion, Budapest Nézőszám: 6 567 Játékvezető: Iványi Zoltán (magyar) Asszisztensek: Ring György és Tóth II. Vencel |

- Ferencváros: Dibusz — Sternberg, Koch (Lovrencsics B.  76'), Batik, Botka — Gera Z. (Otigba  szünetben), Gorriaran — Varga, Pedro, Moutari — Priskin (Böde  76')  Fel nem használt cserék: Holczer (kapus), Csernik, Csonka, Kundrák. Vezetőedző: Thomas Doll
- Újpest: Pajovics — Balázs, Bojović, Litauszki, Mohl — Sanković, Windecker — Pauljevics, Nagy (Simon  64'), Nwobodo (Zsótér  64') — Novothny (Tischler  82')  Fel nem használt cserék: Banai (kapus), Cseke, Pavlovics, Szűcs. Vezetőedző: Nebojsa Vignjevics

Azt gondolom, mind a két fél csalódottan hagyta el a pályát. A mérkőzés kezdete után a Ferencváros kezdte el diktálni a tempót, de percről percre feljavult a mi játékunk is, majd megszereztük a vezető gólt. Az első félidő végén az 1–1 reális eredmény volt, mindkét oldalon megvoltak a helyzetek. A második félidőben ismét megszereztük a vezető találatot, és úgy gondolom, ettől a pillanattól kezdve megvolt minden esélyünk a győzelemre. Sajnos a hajrában sok rossz döntést hoztunk, a hosszú labdáink rendre ellenfelet találtak, majd a 90. percben egyenlíteni tudott a Ferencváros.
Egészen jól kezdtük a mérkőzést. Addig, amíg nem kaptunk gólt, jól hajtottuk végre a feladatot. Nem voltunk elég céltudatosak, így nem tudtuk megszerezni a vezetést, de megvolt rá a lehetőségünk. Ezt követően a középpályáról érkeztek a passzok, sokszor elveszítettük a labdát, de a játékosok szépen hajtották végre a támadásokat, a kapufáknál mindig volt ember, ám az előző mérkőzésekhez hasonlóan az egyéni hibák most is elkísértek minket. Az Újpest végezte a dolgát, dinamikusak voltak. A kapott gól után meg kellett találni a ritmusunkat. Pár éve ismerem már Nebojsát, tudom, hogy ő is szereti a támadójátékot, ő is hajtja a csapatát. A nagy hőmérséklet megnehezítette a dolgunkat, de ennek ellenére dinamikus mérkőzés volt. A második gólnál nem néztünk ki jól, könnyelműen elveszítettük a labdát a középpályán, a tizenhatos vonalánál stabilabbnak, határozottabbnak kellett volna lennünk. Voltak olyan játékosok, mint Böde, vagy Otigba, akik nem edzettek, de voltak betegek is például, Sternberg és Koch. Ennek ellenére erkölcsöt mutattunk, ebből a szempontból ez öröm, hogy így is tudtunk játszani. Tegnap Lovrencsics Gergő is megsérült, nehéz volt a csapatot így felállítani. Most örülök, hogy a következő hét már teljes hét lesz, így nyugodt körülmények között dolgozhatunk, és sokkal frissebb csapatot fogunk látni. Nebojsa számára ez egy kellemetlen dolog, hogy a 90. percben kiegyenlítettünk ellenük, volt lehetőségük a harmadik gólra, de nem jött össze. Szép szezont kívánok nekik is .
| 3. forduló 2017. július 30., vasárnap 18:00 |

| Ferencváros                                                                              | 5 – 0               | Mezőkövesd Zsóry     |
| ---------------------------------------------------------------------------------------- | ------------------- | -------------------- |
| Moutari (1–0) 9' • (2–0) 26' Varga R. (3–0) 29' • (4–0) 53' Böde (5–0) 90' Gorriarán 43' | (3 – 0) Jegyzőkönyv | 39' Keita 58' Farkas |

| Groupama Aréna, Budapest Nézőszám: 5 861 Játékvezető: Solymosi Péter (magyar) Asszisztensek: Theodoros Georgiou és Farkas Balázs |

Nagyon jó mérkőzést játszottunk ma. A fiúknak láthatóan volt kedvük játszani, és azt is lehetett érezni, hogy a korábbi két héthez képest frissebben mozognak. Emiatt nagy dicséretet szeretnék mondani a labdarúgóknak, hiszen tegnap még nem tudtam, hogy kire számíthatok, és kire nem. Meg szeretném dicsérni az orvosi stábot, hiszen újra és újra mindig mindent megtesznek, hogy a játékosok minél hamarabb visszatérjenek a pályára. Szép helyzeteket, szép akciókat láthattunk, Amadou szinte „felrobbant”, öröm volt nézni a játékát. Számunkra ma fontos volt, hogy a 2-0-s vezetés után nem fejeztük be a játékot, és nem mentünk bele szükségtelen hibákba. Továbbra is keményen dolgozunk, megpróbálunk minden labdarúgót jó, stabil állapotba hozni, ez lesz a következő hetek feladata. Az egyetlen dolog, ami ezt a szép napot beárnyékolta, az Gera Zoli sérülése. De Zoli fiatal, ezért gyorsan felépül majd!
| 4. forduló 2017. augusztus 6., vasárnap 18:00 (tv: M4 Sport) |

| Debrecen | 0 – 0       | Ferencváros                                 |
| -------- | ----------- | ------------------------------------------- |
| Sós 19'  | Jegyzőkönyv | 25' Gorriarán 77' Koch 94' Botka 95' Otigba |

| Nagyerdei stadion, Debrecen Nézőszám: 5 306 Játékvezető: Szabó Zsolt (magyar) |

Rövidre fogom a mondandómat, mert ha mindent elmondanék, ami most kavarog bennem, az nem biztos, hogy jó lenne… Két olyan csapat játszott ma egymás ellen, amelyek között a játék képében nem volt nagy különbség. A Debrecen játéka teljesen érthető, a második pontjukat szerezték meg, küzdenek minden egyes mérkőzésen. A mi teljesítményünk azonban ma nagyon távol állt attól a profi labdarúgástól, ami elvárható, ez pedig különösen a múlt heti remek szereplésünk tükrében bántó. Azt hiszem, jobb lesz, ha ezt az egészet hagyjuk kicsit ülepedni, megbeszélem a játékosokkal, és megyünk tovább. Összességében bár nem rossz innen egy ponttal távozni, néhány játékosomnak el kell gondolkodnia. Elképesztően sok volt a kisebb-nagyobb hiba, labdavesztés, néha olyan érzésem volt a meccset nézve, mintha flippereznénk… Nem szoktam ennyire kritikus lenni, lehet, hogy elnézést kell majd kérnem néhányaktól, lehet, hogy tényleg nagyon meleg volt, de bántó, hogy lehetőségünk lett volna előrelépni a tabellán, ehelyett ul2taztunk ide három órát, ezért a játékért. Sajnálom ezt a mérkőzést, és elnézést kell kérnem a szurkolóktól az egész csapat nevében.
Eléggé hasonlóra sikerült eddig a Ferencváros
első négy mérkőzése az Újpestére. Három döntetlen és egyetlen győzelem eddig. Ezen szeretne változtatni Thomas Doll együttese. Múlthéten nem sikerült legyőzni idegenben a Lokit, így nem tudott három ponttal távozni a Nagyerdei stadionból, illetve előzni a tabellán. 
A Paks hazai pályán le tudta győzni a Haladást. Egy győzelem, két döntetlen és egy vereség az eddigi mérlegjük. Az előző szezon 26. fordulójában 3–1-re akkor hazai pályán most pedig vendég Paks győzni tudott. Így nagyon izgalmasnak indul a zöld-fehér derbi.

| 5. forduló 2017. augusztus 12., szombat 18:00 |

| Ferencváros                 | 1 – 1               | Paks                                |
| --------------------------- | ------------------- | ----------------------------------- |
| Varga (1–0) 41' Leandro 48' | (1 – 0) Jegyzőkönyv | 60'(1–1) Hahn 11' Kulcsár 55' Gévay |

| Groupama Aréna, Budapest Nézőszám: 5 423 Játékvezető: Erdős József (magyar) Asszisztensek: Berettyán Péter és Becséri Gergely |

Elnézést szeretnék kérni minden szurkolótól, aki kijött a meccsre, és látta ezt a teljesítményt. Nem tudok minden nézőhöz egyesével oda menni, de ez nem az a labdarúgás volt, amit ennél a klubnál megszoktunk. Nem tudjuk arra hárítani a dolgot, hogy sok sérült játékosunk van. Mindenkivel szemben, aki a Ferencvárossal ír alá szerződést, komoly elvárások vannak, jobb teljesítményt kell nyújtaniuk. Valahogy sikerült megszerezni az 1-0-s vezetést, a Paksnak ellenben egyetlen komoly lehetősége volt, amiből ki is tudtak egyenlíteni. Ez mindent elmond a mi játékunkról is. Rendkívül görcsösek voltunk, meg tudom érteni azokat a nézőket, akiknek ez nem tetszett. Szép a stadion, jó a pálya, jók a körülmények, friss a levegő, jobb mérkőzést várhattak ennél. Reméljük, néhány hiányzó játékosunk hamarosan vissza fog térni, ezen kívül még igazolnunk kellene két-három embert, hogy mélyebb legyen a játékoskeretünk. Nem kellemes érzés, ha a saját stadionjában kifütyülik az embert. Viszont ilyenkor is ki kell állnunk, kezelni kell a szituációt, legközelebb jobban kell teljesíteni. Az elmúlt években sok sikert értünk el ebben a stadionban, azóta sok minden változott. Az edzői stáb az első, akiknek kezelnie kell ezt a szituációt, nem kell bűnöst keresni, meg kell oldani, és azért kell dolgoznunk, hogy jobbat tudjunk nyújtani a közeljövőben.
| 6. forduló 2017. augusztus 17., szombat 18:00 |

| Ferencváros                                                    | 2 – 0       | Swietelsky Haladás        |
| -------------------------------------------------------------- | ----------- | ------------------------- |
| Moutari (1–0) 5' Böde (5–0) 82' Leandro 15' Lovrencsics B. 22' | Jegyzőkönyv | 63' Tóth M. 84' Kovács L. |

| Groupama Aréna, Budapest Nézőszám: 4 911 Játékvezető: Karakó Ferenc (magyar) Asszisztensek: Varga Zsolt és Szert Balázs |

A mai meccs egy morális próbatétel volt, és ezt meglépték a srácok. Mindenki látja, hogy elég nagy nehézségeink vannak, hogy a saját játékunkat játszhassuk. Kellett valami, amitől ez sikerülhet. Sokan megítélnek minket, ilyenkor vissza kell fognunk magunkat, óvatosabbnak kell lennünk. Voltak a mai csapatban olyanok, akik tavaly az U19-ben, vagy a másodosztályban játszottak. Ha mindenki magába száll, meg fogjuk kapni a megfelelő támogatást, és össze fog állni a dolog. A szünetben kétszer kellett cserélni, Leandrót pedig már az első félidőben kellett lehozni. Így a második játékrészben többet nem cserélhettünk. Elég nehézkes lehetett volna számunkra a dolog, de minden jól ment ma. Az elmúlt időszakban hallottam olyan hangokat, hogy a játékosok ellenem játszanak, de az elmúlt hét fontos volt, és megfelelő választ adtak erre. Tudunk sikeresen együtt dolgozni, a következő időszakban megerősödve, erősebben fogunk visszatérni. Most várom, hogy némelyik játékos meggyógyuljon, és még hátha történik valami az átigazolási piacon. Az utolsó erőnkkel küzdünk, nem egyszerű így összerakni egy csapatot, bízunk benne, hogy mindenki kipiheni magát.
| 7. forduló 2017. augusztus 27., vasárnap 19:30 (tv: M4 Sport) |

| Videoton                                                                                        | 3 – 1               | Ferencváros                                          |
| ----------------------------------------------------------------------------------------------- | ------------------- | ---------------------------------------------------- |
| Pátkai 59' (1–0) 12' Scsepovics 32' (2–0) 48' Stopira 83' (3–0) 83' Lazovics 27' Szolnoki 90+2' | (1 – 0) Jegyzőkönyv | 89' (3–1) Priskin 43' Batik 86' Otigba 90+2' Pedroso |

| Pancho Aréna, Felcsút Nézőszám: 2 862 Játékvezető: Solymosi Péter (magyar) Asszisztensek: Albert István és Buzás Balázs |

- Ferencváros: Dibusz — Botka Endre, Batik, Otigba, Pedroso — Lovrencsics G., Csonka (Böde  56') — Varga Roland (Csernik  szünetben), Rui Pedro, Moutari — Priskin Fel nem használt cserék: Holczer (kapus), Kundrák, Nyéki, Bognár, Takács. Vezetőedző: Thomas Doll
- Videoton: Kovácsik — Fiola, Juhász  (Szolnoki  62'), Fejes, Stopira — Nego, Varga József, Pátkai, Szuljics (Kovács  90') — Scsepovics (Anel Hadzsics  83'), Lazovics Fel nem használt cserék: Horváth (kapus), Marics, Tamás, Géresi. Vezetőedző: Marko Nikolics

A hazaiak kezdtek jobban, és fölényük már a 12. percben gólt eredményezett, Pátkai Máté 17 méterről lőtt a hálóba; (1–0). A Ferencváros a félidő végéhez közeledve magához tért, Priskin Tamás a keresztlécet találta el, majd Kovácsik védett két lövést. A fordulás után csak 4 percet kellett várni a Vidi második találatára, Suljić beadása után Scsepovics fejelt Batik mellől a hálóba; (2–0). A 61. percben Moutari egyenlíthetett volna, de hibázott ziccerben, majd Solymosi játékvezető villámlás miatt néhány percre félbeszakította a mérkőzést. A folytatás után Dibusz két nagy védéssel tartotta meccsben csapatát, ezt követően kialudtak a Pancho Aréna reflektorai, emiatt ismét meg kellett szakítani a játékot. A találkozó egy félidőnyi kényszerszünet után folytatódott. Néhány perc alatt Kovácsik és Dibusz is bemutatott egy-egy bravúrt, a 83. percben pedig megszületett a Vidi harmadik gólja, Scsepovics beadását követően Stopira lőtt a bal alsó sarokra; (3–0). A hajrában a Ferencváros megszerezte a szépítő találatot, Böde kiugratását követően Priskin Tamás megnyert egy párharcot, majd a jobb alsó sarokba helyezett, beállítva a végeredményt; (3–1). Győzelmével a Videoton FC átvette a vezetést a tabellán, pedig eggyel kevesebb mérkőzést játszott riválisainál, a Ferencváros hét forduló után az ötödik a tabellán.
- A vasárnap este fél nyolckor kezdődött mérkőzés a világító berendezés hibája miatt fél tizenegy után ért véget.
- A két a forduló előtt még veretlen közül már csupán a Videoton szerzett minden fordulóban pontot. A székesfehérváriak az előző idény utolsó fordulójában, Kispesten kaptak ki legutóbb az OTP Bank Ligában.
- Három hónap alatt a Ferencváros két bajnoki meccset játszott Felcsúton a Videoton ellen, az összesített mérleg 0 pont, 2–7-es gólkülönbség. A zöld-fehérek legutóbb 2015 decemberében nyertek bajnoki meccset a Videoton ellen.
- A Videoton 14 ponttal áll, hat mérkőzést játszva. Tavaly hét pontja volt a hatodik forduló után. A Ferencváros tízpontos, hét meccs után – szemben a tavalyi tizennégy pontos rajttal.
- Thomas Doll együttese április 15. óta tizenhárom bajnoki találkozót játszott, ezeken csak kétszer szenvedett vereséget, mindkétszer a Videoton ellen, a Pancho Arénában.
- A Ferencváros a legutóbbi négy idegenbeli bajnokiján nyeretlen maradt, mindössze két pontot szerzett.
- Pátkai Máté a negyvenegyedik gólját szerezte az élvonalban, de az elsőt a mostani idényben és az elsőt a Ferencváros ellen. Marko Scsepovics, aki gólja mellett két gólpasszal is kitűnt, a harmadik góljánál tart az OTP Bank Liga 2017–2018-as szezonjában. A legutóbbi három bajnokiján kivétel nélkül szerzett gólt. Az első és az eddigi utolsó magyarországi bajnoki gólját is a Ferencvárosnak lőtte.
- Stopira az eddigi tíz NB I-es góljából hármat a Ferencváros ellen ért el.
- A századik NB I-es mérkőzését játszó Priskin Tamás a második gólját rúgta a bajnoki idényben, a mostanit megelőzően 2015. március elsején, még a Győri ETO játékosaként talált a Videoton kapujába.[29]

| 8. forduló 2017. szeptember 9., szombat 18:00 (tv: M4 Sport) |

| Ferencváros                                                                                           | 5 – 2               | Vasas                                                                                      |
| --- | ------------------- | ------------------------------------------------------------------------------------------ |
| Paintsil (1–1) 32' Varga (2–2) 62' • (3–2) 81' • (5–2) 90+3' (11-esből) Priskin (4–2) 84' Pedroso 43' | (1 – 1) Jegyzőkönyv | 14' (0–1) Kulcsár 60' (1–2) Gaál 52' Risztevszki 55' Hangya 70′, 72′ Szivacski 90+2' James |

| Groupama Aréna, Budapest Nézőszám: 7 135 Játékvezető: Bognár Tamás (magyar) Asszisztensek: Tóth II. Vencel és Berettyán Péter |

- Ferencváros: Dibusz — Lovrencsics G., Leandro, Otigba, Pedroso — Gorriarán (Priskin  77'), Szpirovszki — Varga, Paintsil, Moutari (Botka  67') — Böde (Rui Pedro  86') Fel nem használt cserék: Holczer (kapus), Kundrák, Csernik, Koch. Vezetőedző: Thomas Doll
- Vasas: Kamenár — Hangya, Risztevszki, Burmeister, Szivacski — Vida, James — Berecz, Gaál (Vaskó  77'), Remili (Vogyicska  75') — Kulcsár (Vérgosz  63') Fel nem használt cserék: Nagy G. (kapus), Ádám, Pavlov, Šimůnek. Vezetőedző: Michael Oenning

Meggyőző játékkal kezdett a házigazda, mégis a Vasas szerzett vezetést: a 14. percben Kulcsár Tamás a tizenhatos vonaláról egy pattanást követően bombázott a kapu bal oldalába; (0–1). Percekbe telt, amíg a Ferencváros rendezni tudta a sorait, a 32. percben aztán sikerült egyenlítenie. Egy indítás elcsúszott ugyan Böde Dániel előtt, de így lett jó az egész meccsen lendületes ghánai Joseph Paintsilnak, aki góllal tudott bemutatkozni a Ferencvárosban; (1–1). A 60. percben ismét az angyalföldiek jutottak gólelőnyhöz, akkor Gaál Bálint látványosan emelte át a labdát a kapujából kilépő Dibusz Dénes fölött; (1–2). A házigazdák egyenlítésére ezúttal csak két percet kellett várni: az egész találkozón rendkívül aktív Varga Roland közelről, éles szögből lőtt a hosszú sarokba; (2–2). A második félidő közepén Szivacski Donát két perc alatt két sárga lapot kapott, az emberelőnybe kerülő Ferencváros pedig a hajrában két perc alatt lőtt két góllal – Varga másodszor volt eredményes; (3–2), majd a csereként pályára lépő Priskin Tamás talált a Vasas kapujába; (4–2) – eldöntötte az összecsapást. A kegyelemdöfést Varga adta meg, aki a 93. percben értékesítette az ellene elkövetett szabálytalanságért megítélt büntetőt; (5–2). 
- A Ferencváros az első csapat az OTP Bank Liga 2017–2018-as idényében, amely kétszer is öt gólt szerzett pályaválasztóként. Mi több: egyetlen más csapat sem szerzett eddig pályaválasztóként öt gólt.
- A zöld-fehérek budapesti rivális ellen ezt megelőzően legutóbb 2015. október 31-én szereztek bajnoki mérkőzésen öt gólt. Akkor is a Vasas volt a legyőzött. A piros-kékek azóta először kaptak öt gólt bajnoki meccsen.
- Ferencvárosi játékos április 22-én, a Gyirmót ellen szerzett ezt megelőzően legutóbb három gólt bajnoki mérkőzésen. Akkor Gera Zoltán szerzett mesterhármast.
- Varga Roland nyolc gólt ért el az első nyolc fordulóban. Hasonlóan gólerősen Böde Dániel kezdte a 2015–2016-os szezont, sőt, a középcsatár akkor tíznél tartott.
- A Vasas a 72. perctől Szivacski Donát kiállítása miatt tíz emberrel játszott.
- A piros-kékek 2017-ben harmadszor veszítettek úgy bajnoki mérkőzést, hogy két gólt is szereztek.
- A ghánai Joseph Paintsil góllal debütált az OTP Bank Ligában.[30]

| 9. forduló 2017. szeptember 16., szombat 20:30 (tv: M4 Sport) |

| Budapest Honvéd                                           | 1 – 3               | Ferencváros                                                                |
| --------------------------------------------------------- | ------------------- | -------------------------------------------------------------------------- |
| Lanzafame 42' (1–1) 33' (11-esből) Latifu 63' Kabangu 82' | (1 – 1) Jegyzőkönyv | 6' (0–1) • 48' (1–2) Varga R. 68' (1–3) Paintsil 81' Otigba 32′, 72′ Botka |

| Bozsik József Stadion, Budapest Nézőszám: 4 423 Játékvezető: Farkas Ádám (magyar) Asszisztensek: Király Krisztián és Medovarszki János |

- Ferencváros: Dibusz  — Botka, Otigba, Blažič, Pedroso — Gorriarán, Szpirovszki, Varga R. (Moutari  86'), Paintsil (Leandro  77'), Lovrencsics G. (Böde  szünetben) — Priskin Fel nem használt cserék: Holczer (kapus), Kundrák, Csernik, Koch. Vezetőedző: Thomas Doll
- Budapest Honvéd: Gróf — Baráth, Lovrics (Danilo  64'), Bobál (Holender  83'), Latifu — Kamber , Gazdag, Banó-Szabó, Nagy (Kabangu  77') — Lanzafame, Eppel  Fel nem használt cserék: Horváth (kapus), Deák, Laczkó, Stoiacovici. Vezetőedző: Erik van der Meer

A címvédő és a kupagyőztes összecsapásán a vendégek a kilencedik bajnoki találkozóján kilencedik gólját szerző Varga Roland jóvoltából kerültek gyorsan előnybe; (0–1). A bajnok Honvédot nem törte meg a gyorsan kapott gól, próbálta nyomás alá helyezni ellenfelét, Gazdag Dániel révén pedig a kapufát is eltalálta. A kispesti fölény a félidő közepén góllá érett, a hazaiaknál is a gólfelelős, Davide Lanzafame volt eredményes 11-esből; (1–1). A második félidőt is egy gyors Varga-találat nyitotta, akárcsak az elsőnél, Bobál Dávid ezúttal is határozatlan volt a saját kapuja előtt; (1–2). Nem sokkal később rövid időre nagy lett az ijedtség a kispadoknál, amikor Bobál és Botka Endre összefejelése után utóbbi egy pillanatra elveszítette az eszméletét. Aztán hosszú eseménytelen percek után egy gyors jobb oldali támadás végén Paintsil gyakorlatilag el is döntötte a találkozót; (1–3). Az utolsó bő negyedórát az exkispesti Botka kiállítása miatt emberelőnyben futballozhatta végig a Honvéd, de az eredmény nem változott.
Számunkra a hibákról szólt ez a mérkőzés. Bobál Dávid az első félidőben, majd a másodikban is nagyot hibázott, egy ilyen jó játékos ellen (Varga Roland) pedig ezt nem tehetjük meg, mert ezeket azonnal megbünteti. A Ferencvárosnál sok külföldi lépett pályára, mi a fiatalok számát is tartottuk. A hibák megbosszulták magukat, így nekik a három pont jutott, nekünk pedig semmi.
Jól kezdtünk, hamar vezetést szereztünk. Ezt követően azonban az első félidőben problémáink voltak, nehezen vettük fel a párharcokat, nehezen találtuk meg a ritmusunkat, nem tudtuk megtartani a labdát, vagy ha nálunk volt, túl gyorsan elíveltük azt. Félidőben változtatnunk kellett: több bátorságot kértem a játékosaimtól, és azt, hogy több labdát tartsunk meg. Ezt követően a játékunk is jobban tetszett, főleg a középpályán teljesítettünk jobban. Jól használtuk ki az üres területeket, és egyre több labdát tartottunk meg. Hétről hétre öröm látni azt a jó csapatszellemet, ami kialakulóban van. Egymásért harcolnak a játékosok, és az, hogy újra mérkőzéseket nyerünk, erős csapatok ellen is, csak erősíti ezt. Hiába vagyunk a bajnokság elején, „hatpontos” meccs volt, ezért örülök, hogy így álltunk hozzá, és sikerült nyernünk.
- A címvédő a legutóbbi három bajnoki mérkőzésén csupán egy pontot szerzett. Ilyen rossz szériája tavaly szeptember-októberben volt – s attól még megnyerte a bajnokságot.
- A Honvéd a mostani idényben, a Bozsik József Stadionban hat mérkőzésen (2-2-2) csak nyolc pontot szerzett. Tavasszal hat meccsen 18 ponttal (6-0-0) gazdagodott.
- Davide Lanzafame az eddigi kilenc fordulóból hétben szerzett gólt. Varga Roland, aki növelte előnyét a góllövőlistán, már tíz találatnál jár, hat meccsen talált a kapuba. A válogatott csatár immár nagyon megközelítette a szombaton a Honvéd ellen a 300. élvonalbeli mérkőzésén szerepelt Böde Dániel 2015 őszi teljesítményét. A középcsatár a kilencedik forduló után 11 gólnál járt.
- A ghánai Joseph Paintsil a második magyarországi bajnokiján a második gólját szerezte.
- Thomas Doll együttese négy nyeretlen idegenbeli bajnoki találkozó után győzött ismét.
- A Ferencváros feljött a tabellán a második helyre. Tavaly október vége óta nem állt ilyen előkelő helyen.
- Botka Endre piros lapot kapott egykori klubja ellen. Másodszor állították ki az OTP Bank Ligában, az első piros lapot 2016. április 16-án, még a kispestiek tagjaként kapta.[32]

| 10. forduló 2017. szeptember 23., szombat 18:00 |

| Ferencváros                                                 | 2 – 0               | Diósgyőr                                  |
| ----------------------------------------------------------- | ------------------- | ----------------------------------------- |
| Varga R. (1–0) 63' Szpirovszki (2–0) 74' Lovrencsics G. 45' | (0 – 0) Jegyzőkönyv | 36' Nagy T. 44' Vela 52' Kocsis 62' Busai |

| Groupama Aréna, Budapest Nézőszám: 9 195 Játékvezető: Szabó Zsolt (magyar) Asszisztensek: Lémon Oszkár és Horváth Róbert |

- Ferencváros: Dibusz  — Lovrencsics G., Otigba, Blažič, Pedroso — Szpirovszki (Leandro  89'), Gorriarán — Varga R., Moutari (Sternberg  62'), Paintsil (Böde  62') — Priskin Fel nem használt cserék: Holczer (kapus), Kundrák, Csernik, Koch. Vezetőedző: Thomas Doll
- Diósgyőr: Rados — Nagy T. (Makrai  74'), Lipták , Karan (Kocsis  29'), Tamás — Vela, Busai, Nono, Óvári — Ugrai, Jóannidisz (Szarka  55') Fel nem használt cserék: Antal (kapus), Forgács, Bárdos, Eperjesi. Vezetőedző: Bódog Tamás

A 63. percben hazai oldalszabadrúgás következett a 16-os mellől, balról, Varga Roland az éles szög ellenére kilőtte a rövid felsőt; (1–0). A 74. percben Böde fordult be a 16-os előterében, lövését Rados védte, azonban a kipattanóra Szpirovszki érkezett, és 6 méterről a hálóba lőtt; (2–0).
Nyilatkozatok a mérkőzés után:
Kemény munka eredménye a mai győzelem, amely egy egységes csapat érdeme. Azt is egyértelműen ki kell jelentenünk, nem játszottunk jobban, mint a DVTK. Az első félidőben nem voltam elégedett a labdarúgók teljesítményével, ennyire önkritikusnak kel lenni. Nem voltunk kellően nyugodtak, hektikusan játszottunk. Kellene 2–3 ember, aki ezekben a szakaszokban lenyugtatja a labdát, nem kell mindig fejjel áttörni a falat, körbe kell nézni, és megjátszani azt. Amikor nem ment a játék, akkor is megküzdöttünk minden labdáért, sok kilométert futottak a játékosok. És persze szükségünk van egy olyan emberre, mint Varga Roland. A mérkőzés bizonyos szakaszában pengeélen táncolt a mérkőzés, akkor nagyobb nyomást tudtunk helyezni a DVTK-ra, és a gól megváltoztatta a mérkőzés menetét. Azt is ki kell emelni, a DVTK-nak volt néhány lehetősége, amikor Dibusz nagyszerűen védett. Sokszor elég passzívan védekeztünk, és a DVTK ezt megérezte, a jó játékosaik megoldották az egy az egy elleni szituációkat. A folytatásban vezettünk néhány kontrát, a második gól előtt is szépen kijátszottuk a helyzetet, egy harmadikkal el is dönthettük volna a találkozót korábban. Jó úton haladunk.
Gratulálok a Ferencvárosnak!
- A Ferencváros az első öt fordulóban hét, a második ötben tizenhárom pontot szerzett. Ezzel szemben a DVTK az első ötben nyolcat, a másodikban csupán négyet.
- Thomas Doll csapata a Groupama Arénában a mostani bajnoki szezonban két döntetlen mellett négyszer nyert, a legutóbbi három meccsén kilenc pontot gyűjtött. Ősszel eddig 77,77 százalékos a hazai mérlege, tavasszal 57,14 százalékos volt.
- Varga Roland a tizedik fordulóban a tizenegyedik gólját szerezte, ezzel megismételte Böde Dániel 2015 őszi idénykezdését.
- A macedón Sztefan Szpirovszki az első gólját szerezte az OTP Bank Ligában. Három meccsen játszott eddig, a Ferencváros mindegyiket megnyerte.
- A zöld-fehérek 2017-ben mindössze másodszor nyertek sorozatban három bajnoki meccset. Ráadásul áprilisban az előző idény végtabellájának utolsó négy helyezettjéből vertek meg hármat (Gyirmót, Mezőkövesd, MTK), most pedig a Vasas és Honvéd után a Diósgyőrt győzték le.
- Bódog Tamás először kapott ki élvonalbeli edzőként sorozatban három mérkőzésen.
- A borsodiak mindössze másodszor maradtak szerzett gól nélkül az idényben.[34]

 Az újonc gyengén szerepel az elmúlt hetekben, a legutóbbi öt fordulóban mindössze egy pontot szerzett, a 450 játékperc alatt három gólt szerzett, mindegyiket a grúz Bacsana Arabuli. Hazai pályán vereséget szenvedett a Vasastól, az Újpesttől és a Debrecentől, csak a Diósgyőrt győzte le. Fura módon mégis pozitív a gólkülönbsége pályaválasztóként (4–3), hiszen a vereségek mind egy-egy gólosak voltak, viszont az egyetlen győzelmük négy gólos volt. A Ferencváros feljavult az utóbbi fordulókban, a Videoton elleni vereség óta három mérkőzést is nyert, összesen tíz gólt szerezve. Javított idegenbeli mérlegén is, a bajnok elleni, a Bozsik Stadionban elért győzelem egy négy meccsből álló nyeretlenségi sorozatot zárt le.
Az újonc gyengén szerepel az elmúlt hetekben, a legutóbbi öt fordulóban mindössze egy pontot szerzett, a 450 játékperc alatt három gólt szerzett, mindegyiket a grúz Bacsana Arabuli. Hazai pályán vereséget szenvedett a Vasastól, az Újpesttől és a Debrecentől, csak a Diósgyőrt győzte le. Fura módon mégis pozitív a gólkülönbsége pályaválasztóként (4–3), hiszen a vereségek mind egy-egy gólosak voltak, viszont az egyetlen győzelmük négy gólos volt. A Ferencváros feljavult az utóbbi fordulókban, a Videoton elleni vereség óta három mérkőzést is nyert, összesen tíz gólt szerezve. Javított idegenbeli mérlegén is, a bajnok elleni, a Bozsik Stadionban elért győzelem egy négy meccsből álló nyeretlenségi sorozatot zárt le.
| 11. forduló (11. élvonalbeli mérkőzés) 2017. szeptember 30., szombat 18:00 (tv: M4 Sport) |

| Balmaz Kamilla Gyógyfürdő                                  | 2 – 3               | Ferencváros |
| ---------------------------------------------------------- | ------------------- | --- |
| Vajda (1–0) 10' Sigér (2–0) 36' Póti 13' Rus 32' Uzoma 77' | (2 – 1) Jegyzőkönyv | 39' (2–1) Lovrencsics G. 55' (2–2) Paintsil 78' (11-esből) (2–3) Varga Roland 78' (11-esből) (2–3) Varga Roland 65' Leandro |

| Városi stadion, Balmazújváros Nézőszám: 2 200 Játékvezető: Iványi Zoltán (magyar) Asszisztensek: Albert István és Medovarszki János |

- Ferencváros: Dibusz  — Botka, Otigba, Blažič, Pedroso — Szpirovszki (Koch  88'), Gorriarán (Leandro  szünetben), Varga R., Priskin (Paintsil  szünetben), Lovrencsics G., BödeFel nem használt cserék: Holczer (kapus), Bőle, Sternberg, Moutari. Vezetőedző: Thomas Doll
- Balmazújváros: Pogacsics — Póti, Rus, Tamás, Uzoma — Haris, Sigér  (Batarelo  81'), Vajda, Habovda (Kovács  68') — Andrics (Vólent  79'), ArabuliFel nem használt cserék: Horváth (kapus), Fekete, Virág, Maiszuradze. Vezetőedző: Horváth Ferenc

Meglepetésre már a tizedik percben vezetéshez jutott a hazai csapat, s újabb tíz elteltével kis híján megduplázta előnyét, de előbb Dibusz, aztán a kapufa megmentette a zöld-fehéreket. A félidő közepén újra a válogatott hálóőrnek mondhatott köszönetet a fővárosi védelem, de néhány perccel később már ő is tehetetlennek bizonyult. A Ferencváros öt perccel a szünet előtt alakította ki első nagy helyzetét, ezt Lovrencsics Gergő értékesítette is. A második félidő vendég helyzetekkel és Pogacsics-bravúrokkal kezdődött, a hazaiak kapusa azonban nem sokkal később a szünetben pályára lépő Paintsil csodálatos lövését már nem háríthatta. A ghánai futballista negyedik bajnoki találkozóján harmadszor volt eredményes. A Ferencváros új szerzeménye nyerőembernek bizonyult, a 77. percben ugyanis büntetőt harcolt ki, melyet a góllövőlistát immár 12 találattal vezető Varga Roland értékesített, ezzel eldöntötte a három pont sorsát.
Nyilatkozatok a mérkőzés után:
Jól fociztunk, egy pontot mindenképpen megérdemeltünk volna. Sok helyzetünk volt, de ezúttal is voltak hibáink. Nem igazságos a végeredmény. Másról is beszélnék, de 4 gyerekem van, azt beszéltük meg a feleségemmel, hogy inkább rájuk költjük a pénzt, nem másra. Azt nem tudom, hogy gondolni lehet-e még “arra” vagy már gondolatrendőrség is van. Tudomásul kell venni, hogy a Ferencvárossal játszottunk, de megjegyezném, hogy ennyi külföldi játékos még nem volt ebben a városban.
Jó volt a pálya, ezért csodálkoztam, miért veszítettünk ilyen sok labdát az első félidőben. Az ellenfél akkor jobban akart. Belefutottunk kontrákba, amit szerettünk volna elkerülni. Sok rossz döntést hoztunk, és nem védekeztünk jól ebben a szakaszban. Sokszor előfordul, hogy pár győzelem után jön egy kisebb hullámvölgy. A szépítő gólunk egyébként nem volt kijátszott támadás, de ekkor ébredtünk fel, miután megkaptuk ezt az ajándékot. 0–2-ről nagyon nehéz lett volna felállni egy félidő alatt. A második félidőben a régi játékunkat játszottuk. Paintsiltől láttunk egy szép gólt, aki gyomorpanaszok miatt nem tudott 90 percet játszani. Növeltük a nyomást, a második félidő alapján talán megérdemeltük a 3 pontot, mert volt tartásunk.
- A Ferencváros sorozatban a negyedik bajnoki mérkőzését nyerte meg. Ilyen jó sorozata egy idényen belül két éve, 2015 októberében volt legutóbb.
- Thomas Doll csapata 2017-ben másodszor ért el három-három gólt két egymást követő idegenbeli mérkőzésen. Tavasszal a két kieső, az MTK és a Gyirmót, most pedig a Bp. Honvéd és a Balmazújváros ellen.
- Varga Roland a tizenegyedik fordulóban a tizenkettedik gólját szerezte. Teljesítménye immár jobb Böde Dániel 2015-ös idénykezdeténél. Ennél jobb rajtot az élvonalban a Ferencváros játékosai közül legutóbb Albert Flórián vett, aki 1964-ben 14 gólt szerzett az első tizenegy fordulóban.
- Lovrencsics Gergő a hazai bajnokságba visszatérése óta május 6-án, az MTK ellen szerezte az első bajnoki gólját. Most a másodikat.
- A ghánai Joseph Paintsil a negyedik magyarországi bajnokiján a harmadik gólját érte el.
- A Balmaz Kamilla Gyógyfürdő az első tizenegy fordulóban négyszer jutott egy mérkőzésen két szerzett gólig, de ezek közül csak egy meccset nyert meg. Először veszített ellenben két gólt szerezve.
- Sigér Dávid az első gólját érte el az élvonalban. A kárpátaljai Vajda Sándor már a harmadik góljánál tart.
- A balmazújvárosiak minden más csapatnál többször kaptak eddig ki pályaválasztóként, négyszer. Mindegyik egygólos vereség volt.[36]

### Második kör
Pintér Attila az első fordulóban döntetlent ért el újonc csapatával egykori klubja ellen a Groupama Arénában. Ennek ellenére nem sikerült jól a rajt, majd aztán egy négyes nyerőszéria a középmezőny elejére vitte fel a felcsútiakat. A legutóbbi két fordulóban ellenben pont nélkül maradt a Puskás Akadémia, amelynek a következő hetekben csak nehéz mérkőzései következnek. Hazai pályán öt mérkőzésből két győzelem, három vereség a mérleg, a tabellán előrébb álló csapat ellen még nem tudott nyerni. A Ferencváros jó formában van, a legutóbbi négy fordulóban 12 pontot szerezve már a Videoton sarkában jár. A legtöbb gólt szerezte. Idegenben az első három mérkőzésén nyeretlen maradt, a legutóbbi kettőn, a Honvéd és a Balmazújváros ellen is győzött, egyaránt három-három gólt ért el.Pintér Attila az első fordulóban döntetlent ért el újonc csapatával egykori klubja ellen a Groupama Arénában. Ennek ellenére nem sikerült jól a rajt, majd aztán egy négyes nyerőszéria a középmezőny elejére vitte fel a felcsútiakat. A legutóbbi két fordulóban ellenben pont nélkül maradt a Puskás Akadémia, amelynek a következő hetekben csak nehéz mérkőzései következnek. Hazai pályán öt mérkőzésből két győzelem, három vereség a mérleg, a tabellán előrébb álló csapat ellen még nem tudott nyerni. A Ferencváros jó formában van, a legutóbbi négy fordulóban 12 pontot szerezve már a Videoton sarkában jár. A legtöbb gólt szerezte. Idegenben az első három mérkőzésén nyeretlen maradt, a legutóbbi kettőn, a Honvéd és a Balmazújváros ellen is győzött, egyaránt három-három gólt ért el.
| 12. forduló 2017. október 14., szombat 19:30 |

| Puskás Akadémia                                          | 1 – 1               | Ferencváros                                                    |
| -------------------------------------------------------- | ------------------- | -------------------------------------------------------------- |
| Knežević 79' (1–1) 86' (11-esből) Vanczák 59' Latifi 68' | (0 – 1) Jegyzőkönyv | 39' (0–1) Paintsil 74' Leandro 74' Blažič 79' Otigba 90' Botka |

| Pancho Aréna, Felcsút Nézőszám: 3 127 Játékvezető: Bognár Tamás (magyar) Asszisztensek: Tóth II. Vencel és Szert Balázs |

- Ferencváros: Dibusz — Botka, Blažič, Otigba, Pedroso — Leandro, Szpirovszki (Koch  75') — Lovrencsics G. (Sternberg  82'), Gorriarán (Moutari  68'), Paintsil — Böde Fel nem használt cserék: Holczer (kapus), Kundrák, Batik, Priskin. Vezetőedző: Thomas Doll
- Puskás Akadémia: Hegedüs L. — Osváth (Latifi  szünetben), Heris, Vanczák, Poór, Balogh B. — Márkvárt (Bačelić-Grgić  szünetben), Mevoungou, Szakály P. (Prosser  75') — Knežević, Perošević Fel nem használt cserék: Danilovics (kapus), Zsidai, Spandler, Molnár. Vezetőedző: Pintér Attila

Az első negyedórában a vendégcsapat volt aktívabb, de mindössze egyetlen Böde-helyzetet lehetett feljegyezni. A folytatásban is fölényben játszott a Ferencváros, a Puskás fél óra alatt csupán egyetlen veszélyesebb lövésig jutott. A vendégek Joseph Paintsil találatával szerezték meg a vezetést; (0–1). A gól nagyobb erőbedobásra késztette a hazai gárdát, de próbálkozásaikat nem kísérte siker. A fordulást követően a szünetben kettőt cserélő hazai együttes megpróbálta felpörgetni a tempót, de a fővárosiak továbbra is több helyzetet dolgoztak ki ellenfelük kapuja előtt. A hajrában némileg váratlanul egyenlítettek a hazaiak Knežević büntetőjével, amely után a hevesen reklamáló Thomas Dollt elküldte a játékvezető a kispadtól; (1–1). A folytatásban nem esett több gól, így a Ferencváros egy ponttal távozott Felcsútról.
Nyilatkozatok a mérkőzés után:
Nagyon jó mérkőzést láthatott a közönség. Amit elterveztünk, az az első félidőben is ült. A 39. percben kaptunk egy gólt, mindkét csapat győzelemre játszott, így ez benne van. A szünetben cseréltünk, hadrendet is váltottunk, megértették a játékosok, hogy miről szólna a második félidő. Uraltuk a játékot, mertünk futballozni, vissza tudtunk jönni a meccsbe az egyenlítő góllal, és 1-1-nél, ha kicsit higgadtabbak vagyunk, akkor lehet, hogy a győzelmet is meg tudtuk volna szerezni. De ez is jó dolog a Ferencváros ellen, hogy visszajöttünk, gratulálok a srácoknak, nagy erőket mozgósítottak. Sok sikert kívánok a Fradinak. Nem szeretnék a játékvezetéssel foglalkozni, ezt megfogadtam. De támasztani sem szabad a játékost, Otigba pedig nem csak ellökte, hanem meg is rúgta.
Az elején azt kaptuk, amit vártunk, tudtuk, hogy egy szervezett csapattal állunk szemben, amelyet nem egyszerű feltörni. Mondtuk a játékosoknak, hogy türelmesen járassák a labdát a széleken és az összekötőkben, ezért született meg a gólunk is, amely nagyban meghatározhatta volna a mérkőzést, hiszen egy ilyen helyzetben a másik csapatnak kell kezdeményezni, míg mi egy másik góllal eldönthetjük a találkozót. Erre készültünk, meg is volt rá az esélyünk, ezeket a szituációkat jobban kell kezelnünk. Ez most nem sikerült, volt egy nagy lehetőségünk, ami kimaradt. Ha 2–0 lett volna az állás, nehezebb dolga lett volna a Puskásnak. Volt a mi javunkra olyan, amit úgy éreztünk, hogy lehetne büntető, a hazaiak pedig kaptak egy számunkra véleményes tizenegyest. Azt éreztük az egész mérkőzésen, hogy a játékvezető engedte a test a test elleni játékot, többször is előnyszabályt alkalmazott. Nem érezzük, hogy ebben a szituációban ez faultot ért volna, ennek fényében főleg nem. De ő így döntött, majd ezt kielemzi az, akinek ez a dolga. Egy ponttal megyünk haza, nagy lehetőséget szalasztottunk el, mert a Videoton is botlott. Nem éreztük, hogy veszélyesek lennének, a tizenhatosig se jutott el a Puskás Akadémia, távoli lövéseik voltak. Thomas Doll semmi olyat nem mondott, ami nem fért volna bele, a kulacsot mérgében a földhöz vágta. Ha ezért el kell küldeni a padtól, akkor jogos, hogy elküldték.
| 13. forduló 2017. október 21., szombat 15:30 (tv: M4 Sport) |

| Ferencváros                  | 1 – 0               | Újpest                                                                           |
| ---------------------------- | ------------------- | -------------------------------------------------------------------------------- |
| Böde (1–0) 82' Gorriarán 57' | (0 – 0) Jegyzőkönyv | 23' Windecker 24' Nwobodo 45' Szankovics 60' Litauszki 67' Zsótér 90+1' Novothny |

| Groupama Aréna, Budapest Nézőszám: 14 752 Játékvezető: Iványi Zoltán (magyar) Asszisztensek: Ring György és Theodoros Georgiou |

- Ferencváros: Dibusz — Botka (Varga R.  64'), Blažič, Otigba, Pedroso — Gorriarán, Szpirovszki (Leandro  szünetben) — Moutari (Priskin  77'), Paintsil, Lovrencsics G. — Böde Fel nem használt cserék: Holczer (kapus), Batik, Csernik, Sternberg. Vezetőedző: Thomas Doll
- Újpest: Pajovics — Balázs, Litauszki , Pávkovics, Pauljevics — Windecker, Szankovics (Tischler  85') — Nwobodo (Simon  60'), Nagy D., Zsótér (Salétros  81') — Novothny Fel nem használt cserék: Banai (kapus), Diallo, Bojovics, Selmani. Vezetőedző: Nebojsa Vignjevics

A két klub történetének 278. egymás elleni mérkőzését és 222. bajnoki találkozóját rendezték meg, az élvonalban 100 zöld-fehér siker, 60 döntetlen és 61 lila-fehér győzelem született eddig. A vendégek kezdték kissé aktívabban a találkozót, majd a hazaiak – akiknek kispadján eltiltás miatt nem ülhetett ott a vezetőedző Thomas Doll – váltak kezdeményezőbbé, de nagy veszélyt egyik fél sem tudott kialakítani a szünetig, mindkét csapat inkább a biztonságra törekedett. A második játékrészben már nagyobb veszélyben forogtak a kapuk, a Ferencváros előbb felsőlécig jutott, majd Böde Dániel fejesével a három pontot is begyűjtötte.
| 14. forduló 2017. október 28., szombat 15:30 |

| Mezőkövesd Zsóry     | 0 – 1               | Ferencváros                                        |
| -------------------- | ------------------- | -------------------------------------------------- |
| Lázár 26' Iszlai 84' | (0 – 1) Jegyzőkönyv | 39' (0–1) Böde 63' Otigba 87' Paintsil 89' Leandro |

| Városi stadion, Mezőkövesd Nézőszám: 2 935 Játékvezető: Pintér Csaba (magyar) Asszisztensek: Albert István és Berettyán Péter |

- Ferencváros: Dibusz — Botka, Otigba, Blažič, Pedroso — Gorriarán, Szpirovszki — Varga R., Paintsil (Csernik  90'), Moutari (Leandro  76') — Böde Fel nem használt cserék: Varga Á. (kapus), Hajnal, Priskin, Sternberg, Lovrencsics B.. Vezetőedző: Thomas Doll
- Mezőkövesd: Tujvel — Lázár , Hudák, Szalai, Vadnai — Koszta, Mlinar (Tóth B.  62'), Keita, Iszlai, Cseri — Střeštík (Veszelinovics  62') Fel nem használt cserék: Dombó (kapus), Farkas, Novák, Szeles, Murai. Vezetőedző: Kuttor Attila

Az első félidőben összességében a vendég zöld-fehérek futballoztak fölényben, s a félidő végén Böde gyönyörű fejesével megérdemelten szereztek vezetést: a 39. percben Pedroso ment el a bal oldalon, majd remekül tekert középre, ahol Böde Dániel hét méterről, védője szorításában, félig háttal a kapunak, ívelten a hálóba fejelte a labdát; (0–1). A fordulást követően pár perccel egyenlíthetett volna a Mezőkövesd, de Koszta hatalmas helyzetben rontott. A hazaiak jó 20 perc alatt sokkal több helyzetet dolgoztak ki, mint addig összesen, de nem tudtak túljárni a magabiztos Dibusz eszén. Az utolsó percekben is inkább a Ferencváros védelmének kellett jobban koncentrálnia, de nem hibázott, így Thomas Doll csapata mindhárom pontot megszerezte. A Mezőkövesd immáron 12 forduló óta nyeretlen az élvonalban, míg a zöld-fehérek veretlensége nyolc mérkőzésesre duzzadt az NB I-ben. Mivel a forduló előtt listavezető Videoton 2–2-es döntetlent játszott az Újpesttel, így a Ferencváros a tabella élére állt. 
| 15. forduló 2017. november 4., szombat 15:30 (tv: M4 Sport) |

| Ferencváros                                                      | 2 – 1               | Debreceni VSC                                         |
| ---------------------------------------------------------------- | ------------------- | ----------------------------------------------------- |
| Varga R. (1–0) 58' Priskin (2–0) 60' Lovrencsics G. 70' Bőle 87' | (0 – 0) Jegyzőkönyv | 84' (2–1) Jovanovics 55' Ferenczi 64' Tőzsér 73' Bódi |

| Groupama Aréna, Budapest Nézőszám: 19 125 Játékvezető: Andó-Szabó Sándor (magyar) Asszisztensek: Márkus Tamás és Szert Balázs |

- Ferencváros: Dibusz — Lovrencsics G., Botka, Blažič, Pedroso — Gorriarán (Bőle  87'), Szpirovszki — Priskin (Batik  90+1'), Paintsil, Varga R. — Böde Fel nem használt cserék: Holczer (kapus), Hajnal, Csernik, Moutari, Lovrencsics B.. Vezetőedző: Thomas Doll
- Debreceni VSC: Nagy S. — Bényei, Kinyik, Mészáros N., Ferenczi — Varga K. (Tisza  86'), Jovanovics, Tőzsér , Bódi — Mengolo (Takács  63'), Könyves Fel nem használt cserék: Novota (kapus), Barna, Szekulics, Csősz, Nagy K.. Vezetőedző: Herczeg András

A mérkőzést közel húszezer néző előtt rendezték meg. Némi meglepetésre az első negyedóra enyhe, de meddő debreceni mezőnyfölényt hozott, majd rákapcsoltak a hazaiak, s bár helyzetet kezdetben nem igazán tudtak kidolgozni, húsz perc elteltével már ők irányították a játékot. Az első félidő hajrájában aztán egyértelművé vált az FTC fölénye, több lehetősége is adódott, de vagy Nagy hárított, vagy hiba csúszott a befejezésbe. A szünet előtti percekben a Debrecen is eljutott egyszer-kétszer az ellenfél kapujáig, komoly veszélyt azonban nem jelentett. A pihenőt követően is többet volt a házigazdáknál a labda, s a fölényük hamarosan gólokban is megmutatkozott. Az 58. percben egy kapu előtti kavarodásnál a góllövőlistát vezető talált be: Lovrencsics Gergő megpattanó passza után Priskin lövése a kapusban, Nagy Sándorban, Böde próbálkozása a gólvonalon álló Mészárosban akadt el, majd az újabb kipattanót Varga Roland öt méterről, jobbal a léc alá küldte; (1—0). Két perccel később, a 60. percben megduplázta előnyét a hazai csapat: Varga Roland jobb oldali szöglete után Szpirovszkin perdült fel a labda, melyet Priskin Tamás egy ollózó mozdulattal, három méterről a bal alsó sarokba küldött; (2–0). A DVSC hátránya tudatában támadni kezdett, de kezdetben mezőnyfölénynél többre nem futotta az erejéből. A 84. percben aztán Jovanovics révén sikerült a szépítés: egy jobb oldali beadás után Ferenczi próbálkozott egy csukafejessel, majd a labda Botkáról Alekszandar Jovanovics elé került, ő pedig öt méterről a léc alá lőtt; (2–1). Az egyenlítés azonban már nem jött össze a vendégeknek. Az FTC sorozatban harmadszor győzött, míg a DVSC kilenc veretlenül megvívott bajnoki mérkőzés után kapott ki, ezt megelőzően legutóbb augusztusban szenvedett vereséget. Győzelme ellenére a Ferencváros a tabella második helyére csúszott az élről (a Videotonnak eggyel jobb a gólkülönbsége), míg a debreceniek megőrizték harmadik helyezésüket.
Nyilatkozatok a mérkőzés után:
Örülünk, hogy nagyszerű közönség előtt nyertünk. Azt gondolom, hogy az egész meccs során a védekezésünk egészen jól működött. Az első félidőben voltak lehetőségeink, de az utolsó passzok sokszor nem jöttek össze, így pár helyzetünk lehetett volna még. Természetesen a félidőben erről beszéltünk, bátorságot kértünk, nagyobb nyomást szerettünk volna gyakorolni, főleg mert a tábor felé támadtunk. Játékosaim ma szenvedéllyel játszottak, a közönség is vitte előre a csapatot. Kemény munka volt ez, hiszen ellenfelünk kilenc meccse nem kapott ki ezt megelőzően. Varga góljának örülök, olyan a lába, mintha fegyverek lennének, a szünetben mondta is, hogy biztosan érzi, hogy be fog találni. A többiek is benne vannak ebben, hiszen sokat dolgoznak mögötte, ezt próbálja kihasználni.
Egy két perces rövidzárlat eldöntötte a meccset. Az első félidőben, úgy érzem, talán lassabban tudtunk átmenni védekezésből támadásba az eddigiekhez képest, határozatlanok voltunk, így a Fradi mezőnyfölényben volt. A két perces rövidzárlat alatt kettő gólt kaptunk, a végén ugye mindent elkövettünk, hogy nyerjünk, de csak szépíteni sikerült. Varga Kevin sajnos cserét kért, kapott egy rúgást, pedig akkor lendületben voltunk. Úgy érzem, 3 hónapja senki nem gondolta volna, hogy rangadót játszhatunk a Fradi otthonában, emelt fejjel jöhettünk le a vereség ellenére a pályáról, nem marad más hátra, mint gratulálni a Ferencvárosnak.
- A szezon eddigi nézőcsúcsát hozta a találkozó, közel húszezren voltak a Groupama Arénában, köztük 6-700 debreceni.
- Ritkaság, hogy egy csapat rangadót nyer, de ezzel is elveszti első helyét, rosszabb gólkülönbsége miatt a második helyre csúszott vissza a Ferencváros.
- A két csapat a negyedik mérkőzést vívta egymás ellen, ez volt az első, amelyen gól, gólok születtek három 0–0 után.
- A zöld-fehérek a legutóbbi nyolc fordulóban 22 pontot szereztek. Az első hétben csak tízet.
- A Groupama Arénában a legutóbbi öt mérkőzésükön százszázalékosok maradtak.
- Varga Roland szeptember 30. óta az első bajnoki gólját szerezte, 13 találattal vezeti a góllövőlistát.
- Priskin Tamásnak ez a negyedik gólja volt az OTP Bank Liga őszi idényében.
- A Debrecen augusztus 12. óta először veszített bajnoki mérkőzést, Bódi Ádám a visszaigazolása óta először volt vesztes csapatban.
- Alekszandar Jovanovics a második gólját érte el a szezonban.[39]

| 16. forduló 2017. november 18., szombat 15:30 |

| Paks        | 0 – 2               | Ferencváros                           |
| ----------- | ------------------- | ------------------------------------- |
| Nikházi 90' | (0 – 1) Jegyzőkönyv | 5' (0–1) Paintsil 90+3' (0–1) Moutari |

| Fehérvári úti stadion, Paks Nézőszám: 1643 Játékvezető: Berke Balázs (magyar) Asszisztensek: Kóbor Péter és Bornemissza Norbert |

Nagyon rosszul kezdtük a mérkőzést, egy fokozattal gyorsabban kezdett a Fradi, be is találtak. Kegyesek voltak velünk, hiszen 20 perc után melegedtünk csak be. Utána hiába voltunk fölényben, nem rúgtunk gólt. A Ferencváros is jól védekezett, ismerjük el, mi pedig nem találtunk be, így megérdemelten nyertek a vendégek. A lehetőségeink megvoltak, ezekkel nem éltünk, pedig nagy ziccerünk is adódott.
Ha megnézzük a helyzeteket, egyáltalán nem érdemtelen a győzelmünk. Összességében azonban nem volt egy jó mérkőzés. Mindkét oldalon nagy volt a nyugtalanság, amikor a játékosok birtokolták a labdát. A Ferencvárossal szemben mindig elvárás, hogy domináljunk a mérkőzéseken, ez viszont nem egyszerű egy olyan csapat ellen, akik beállnak védekezni. Jól kezdtünk, irányítottuk a játékot, sikerült hamar megszerezni a vezetést, ekkor azt gondoltam, hogy nyugodt mérkőzés vár ránk. Ennek azonban az ellenkezője következett be, passzívvá váltunk, nem tudtunk jól belemenni a párharcokba, átengedtük a középpályát a Paksnak. Ebben a periódusban nem nézett ki jól a játékunk, meg kell tanulnunk lazábban játszani ilyen helyzetben, pláne ha vezetünk. Nem dőlhetünk hátra, még nagyobb erővel kell támadni, meg kell mutatni, hogy meg akarjuk nyerni a meccset. A nézők azt akarják látni, hogy kombinatívan, bátran játszunk, sok a kidolgozott gólhelyzet. Természetesen az eredménnyel elégedett vagyok, fegyelmezetten hoztuk a kötelezőt, ráadásul Pakson nagyon nehéz játszani. Böde Dani sérülése miatt nagyon szomorú vagyok, azt mondta, miután lejött a pályáról, olyan érzése van, mintha megszúrták volna a combját. Ez semmi jót nem jelent, az elkövetkező hetekben valószínűleg nem számíthatunk rá.
| 17. forduló 2017. november 25., szombat 19:30 (tv: M4 Sport) |

| Swietelsky Haladás                                                                   | 2 – 1               | Ferencváros                                               |
| ------------------------------------------------------------------------------------ | ------------------- | --------------------------------------------------------- |
| Mészáros (1–0) 32' Kiss T. (2–1) 84' 88' Jagodics 16' Ramos 35' Wils 81' Bosnjak 93' | (1 – 1) Jegyzőkönyv | 34' (1–1) 37' Blazics 41' Otigba 70' Hajnal 90+3′ Priskin |

| Haladás Sportkomplexum, Szombathely Nézőszám: 8028 Játékvezető: Szabó Zsolt (magyar) Asszisztensek: Szert Balázs és Vígh-Tarsonyi Gergő |

Alázattal készültünk a mérkőzésre, hiszen tudtuk, a mérkőzés toronymagas esélyese az FTC. De egész héten azt súlykoltam játékosaimba, nem szabad félve pályára lépni, önbizalommal futballozzanak. A találkozó előtt csapatkapitányunk, Halmosi Péter felolvasta az egyik szurkolónktól kapott sms-t, ami még motiváltabbá tette a csapatot. Aktívan kezdtük a mérkőzést, uraltuk a játékot, voltak lehetőségeink, amelyeket nem használtunk ki, pedig az FTC ellen nem könnyű helyzeteket kialakítani. Aztán megszereztük a vezetést, de hamar érkezett az egyenlítő gól, ami feldobta a vendégeket és utána ők domináltak. Szünet után noha labdabirtoklásban fölénk nőtt a Ferencváros, helyzeteket nem tudott kialakítani és szurkolóink hathatós támogatásával a fiúk odatették magukat és megnyerték a meccset. Nagyon fontos győzelmet arattunk, de nem kell elszállni, rá kell néznünk a tabellára és látjuk, sokat kell még dolgoznunk. Hogy ezúttal meddig tartott az erőnlét? Balmazújvárosban hiányzott a szív, a küzdés, most viszont megvolt. Az volt a lényeg, hogy mindenki csússzon-másszon a pályán, és emelt fővel jöhessen le a pályáról – ma ez megvolt és fantasztikus közönségünk segítségével ez három ponttal párosult.  Ami az összeállítást illeti, mindenki egyforma esélyekkel indult, mindig azt a kezdőt rakom össze, amelyet a legjobbnak vélek. Mindegy, hogy fiatal vagy idős egy futballista. Ha valaki megkapja a lehetőséget, éljen vele és úgy teljesítsen, hogy a kezdőcsapatban maradjon. Például a bemelegítésnél megsérült Polgár helyén játszó Schimmer nagyon jól teljesített, csakúgy mint Rácz Barnabás. Most az legfontosabb, hogy bentmaradjon a csapat, mindent ennek rendelünk alá.
Szeretnék gratulálni a Haladásnak a megérdemelt győzelméhez. Gyakorlatilag mindent megtettünk azért, hogy ma itt egy igazi ünnep legyen. Csalódott vagyok a teljesítményünk miatt. A Haladás nagyobb szívvel és szenvedéllyel játszott, emiatt pedig el vagyok keseredve. Egy kicsit azért is mérges vagyok, mert néhány játékosom megpróbált elbújni, amikor keményebbé vált a találkozó. Ha megnézzük a meccset, túlnyomó részt a középpályán játszottunk, de az előre játékban nem volt erő, elég lendület, ezen a nedves pályán nehéz volt egy szabadrúgást kiharcolni az ellenfél kapuja előtt. Ez is mutatta, hogy sokan félénken játszottak ma nálunk. Szép stadionban játszottunk, jó volt a hangulat, mi pedig három órát utaztunk és a végén egy ilyen meccset láttunk. Ez fáj és szomorú vagyok. Nem kezdtük jól a mérkőzést, a Haladás a jobb oldalon több veszélyes támadást is vezetett, mielőtt megszületett volna az első gól. Gyakorlatilag csak futottunk az események után és az ilyen helyzetekben egyértelmű, hogy gól lesz. Ezt követően váratlanul kiegyenlítettünk; a második félidőben pedig domináltunk, sokat birtokoltuk a labdát, de hiányzott a szenvedély, a szív. Több játékosom nem kérte a labdát, nem játszott keményen, nem mozogtak az üres területekre, hanem csak a középpályán játszadoztak. Amit ma elől produkáltunk, azzal nem lehet mérkőzést nyerni. A múlt héten a Paks ellen sem játszottunk jól, nagyon sok dolgot pedig a szőnyeg alá seprünk az eredmény miatt. Többet kell dolgozni. A tabella sereghajtójánál jártunk, ők harcoltak a túlélésért, de ha ez nálunk hiányzik, akkor nem lehet nyerni. Néha nem is olyan jó, ha nyolc-kilenc mérkőzést megnyer egymás után egy csapat, mert akkor mindenki úgy szaladgál, hogy bárkit meg tudnak verni. Aztán itt játszunk Szombathelyen és el kellene jutnunk a fájdalmunk tűréshatáráig egy ilyen kemény mérkőzésen. Megnézem, hogy a jövő héten ki, hogyan edz majd és ki léphet majd pályára a Videoton elleni rangadón„ – tette hozzá
| 18. forduló 2017. december 2., szombat 19:30(tv: M4 Sport) |

| Ferencváros                                                                       | 3 – 1               | Videoton                                               |
| --------------------------------------------------------------------------------- | ------------------- | ------------------------------------------------------ |
| Szpirovszki (1–0) 34' Paintsil (2–0) 44' Moutari (3–1) 83' Dibusz 54' Leandro 81' | (2 – 0) Jegyzőkönyv | 74' (2–1) Lazovics 22' Fiola 36' Szkepovics 41' Juhász |

| Groupama Aréna, Budapest Nézőszám: 9 384 Játékvezető: Iványi Zoltán (magyar) Asszisztensek: Albert István, Medovarszki János |

| 19. forduló 2018. december 9., szombat 19:30 (tv: M4 Sport) |

| Vasas         | 0 – 2               | Ferencváros                                                   |
| ------------- | ------------------- | ------------------------------------------------------------- |
| Szivacski 60' | (0 – 1) Jegyzőkönyv | 2' (0–1) Lovrencsics B. 90+3' (0–2) Gorriarán 89' Szpirovszki |

| Szusza Ferenc Stadion, Budapest Játékvezető: Pintér Csaba (magyar) Asszisztensek: Berettyán Péter és Georgiou Theodoros |

A mérkőzés előtt azon bosszankodtam, melyik lehet a mi öltözőnk. Egy olyan helyen öltözködtünk, amiről azt gondoltam, hogy ez nem is a stadion része. A Vasas ott volt, ahol a vendégcsapat szokott lenni. Nem tartom ezt korrekt dolognak, ez nem illik. Természetesen boldogok vagyunk, hogy megnyertük a mai mérkőzést. Kemény, harcias találkozó volt. Két percet követően egy gyönyörű fejes gólt szerzett Lovrencsics Balázs. Úgy gondolom 70-75 százalékban mi birtokoltuk a labdát. Nagyon nehéz volt rést találni a második gólunkhoz, nagyon mélyen védekezett a Vasas, így nehéz volt kreatív játékot bemutatni. Volt egy szakasz, ahol sok felesleges labdavesztésünk volt, magasan előreívelt labdákkal próbálkoztunk, inkább ki kellett volna csalogatni a Vasast a védekezésből. A harciasság tekintetében mindkét csapat mindent bevetett, ez egy hosszú év utolsó mérkőzése volt. A második félidőben keveset engedtünk az ellenfélnek, nagyon fegyelmezetten védekeztünk, az utolsó percekben egy kontrából megszereztük a második gólt. Elsők vagyunk a tabellán, sok mérkőzés van még hátra, de jó érzés, hogy február végéig biztosan vezetjük a tabellát. A három ponttal elégedettek lehetünk, de tudunk ennél jobban is játszani. A Vasasnál nem egyszerű a helyzet, ilyenkor érthető, hogy a védekezésre fektetik a hangsúlyt. Hiányzik néhány fontos játékosuk. Az elején lehetett érezni egyfajta bizonytalanságot, de mi sem tudtuk uralni a játékot, így úgy érezhették, hogy bármikor visszatérhetnek a mérkőzésbe. Mindig szoros meccseket játszottunk a Vasas ellen. A német kollégám ellen játszottunk, aki két év alatt nagyszerű munkát végzett itt. Bosszant, hogy két-három nappal a mérkőzés előtt új edzőkkel foglalkoznak a sajtóban. Néha a játékosokkal is lehet foglalkozni, nem csak az edzőkkel.
Nem hord minket hátán a szerencse, az utóbbi eredményeink nem a valódi tudásunkat tükrözik, amit tudtunk, megtettük.  Az első félidőben volt 3-4 helyzetünk és a felső lecet is eltaláltuk. A második félidőben nem nagyon jöttek össze a dolgok, olyan volt, mintha a Ferencváros nem is vett volna részt a játékban, rég láttam ilyen ötlettelenül támadni a Ferencvárost. Látni lehetett, hogy minden hibánk és probléma ellenére a csapat a helyén volt. Kevés hadra fogható játékosom volt, Ádám Martin ballábas. ezért adta magát a szituáció, hogy most ő szerepeljen a balhátvéd pozíciójában.
| 20. forduló 2018. február 24., szombat 19:30 |

| Ferencváros                                                                                         | 5 – 2               | Budapest Honvéd                                            |
| --------------------------------------------------------------------------------------------------- | ------------------- | ---------------------------------------------------------- |
| Gorriarán(1–1) 14' Böde(2–1) 33'•(4–2) 83' Blažič(3–1) 45' Leandro(5–2) 90+1' Eppel Szpirovszki 41' | (3 – 1) Jegyzőkönyv | 20'(0–1)• 60'(3–2) 30'Košút 40'Danilo 73'Heffler 79'Baráth |

| Groupama Aréna, Budapest Nézőszám: 7 225 Játékvezető: Iványi Zoltán (magyar) Asszisztensek: Albert István és Szert Balázs |

Nagyon intenzív mérkőzést láthattunk, a nézőknek nagyszerű látvány volt. Magunkra találtunk a mérkőzés kezdetén, majd egy kis figyelmetlenséget a Honvéd kihasznált. Látni lehetett, mennyire megedződött a csapat, visszataláltunk magunkhoz, a félidőben már 3-1-re vezettünk. A második félidő elején már eldönthettük volna a mérkőzést. Annak ellenére, hogy ez akkor még nem sikerült, mégis vezettünk, és nem engedtük vissza az ellenfelet a mérkőzésbe. A találkozónak ebben a szakaszában elveszítettük a céltudatosságunk, rövidpasszos játékot játszottunk, de ez nem sikerült ekkor, és ennek meg is volt a következménye. Dénesnek köszönhetően nem tudtak kiegyenlíteni 3-2-es állásnál. Ez nagyon fontos volt, Magyarország egyik legjobb kapusa van nálunk, már több tizenegyest is fogott. Ez volt a jel, ami felébresztett mindenkit, és így láttuk, hogy az előnyünket nem adhatjuk ilyen könnyen. Ha visszaemlékezünk a meccsre, a háromgólnyi különbség jogos, jobbak voltunk ennyivel. Nagyon sokat dolgoztak a játékosok, jól helyezkedtek, passzoltak, kombináltak. Jól váltottak támadásról a védekezésre, sok olyan dolgot láttam, amelyeket a felkészülés során gyakoroltunk. Ez nagyszerű és optimális kezdet volt az évre, megmutattuk, milyen erősek vagyunk itthon, mindezt a szurkolók támogatásával.
| 21. forduló 2018. március 3., szombat 17:00 |

| Diósgyőr                                                                             | 2–1               | Ferencváros           |
| ------------------------------------------------------------------------------------ | ----------------- | --------------------- |
| Brković(1–1) 56'• 90+5′ Botka(2–1) 59' Lipták 60' Vela 60' Kocsis 81' Jóannidisz 83' | (0–1) Jegyzőkönyv | 9'(0–1)Böde 80'Blažič |

| Nagyerdei stadion, Debrecen Nézőszám: 3 652 Játékvezető: Farkas Ádám (magyar) Asszisztensek: Ring György és Becséri Gergely |

Gratulálok a Diósgyőrnek a megérdemelt győzelméhez. Nagyon csalódott vagyok a mai teljesítményünk miatt, mivel novemberben a Haladás ellen már volt hasonló. Ha nem megyünk bele a párharcokba, nincs meg a megfelelő hozzáállás, akkor Magyarországon is nehéz mérkőzést nyerni. Leginkább azért vagyok csalódott, mert szeretnék fejlődést látni azokon a mérkőzéseken, amikor az ellenfél agresszívan lép fel, ahogy az a nemzetközi meccseken is jellemző. Sokan elbújtak, a 16-os környékén ezen a talajon nem harcoltunk ki egyetlen szabadrúgást sem. A Partizani, Zeljeznicar ellen is hasonló volt a helyzet, és ez újra meg újra megismétlődik. Már beszéltem a csapattal, ez egyszerűen kevés, amit néhányan nyújtottak, különösen, ami a párharcokat illeti. Tíz perc után vezettünk, mégis kiadtuk a kezünkből a mérkőzést. Egyetlen játékos sem tudott nyugalmat vinni a játékba. Nehéz volt a talaj, kemény volt a talaj, a felső réteg viszont csúszott. Hektikus mérkőzés volt, sok hosszú labdát láttunk, a véletlenre bíztunk dolgokat. Nem lepett meg a Diósgyőr második félidei játéka, de ilyenkor kellene egy olyan játékos a pályán, aki jól kombinál, segíti a jó támadásépítést. Sok volt a futás, a lökdösődés, de nem voltak szépen felépített támadások. Az első félidőben 11 szöglet volt ellenünk, 5-6 oldalsó szabadrúgás. Mi a helyzetünket kihasználtuk, de nem voltunk igazán mérkőzésben. És most így utazhatunk haza három órát. Nagyon sok dolgunk van még, és ha a bajnokságról beszélünk, abba rengeteget kell befektetni, és ma semmit sem fektettünk bele. Természetesen felkészítjük a játékosainkat, ismerjük az ellenfeleinket. De ha egyik vagy másik játékos úgy dönt, hogy nem megy el a fájdalomküszöbig, arra a játékosra nehéz hatni. Az alapos felkészítés megvolt, de jelen kell lenni a pályán is. Nagyszerű támogatást kaptunk, sok szurkoló jött Budapestről, plusz erőt kellett volna, hogy felszabadítson, hogy az ő hazaútjukat boldoggá tegyük, ez azonban nem sikerült. De fel fogunk állni!
| 22. forduló 2018. március 10., szombat 17:00 |

| Ferencváros                                                                                             | 5–0               | Balmaz Kamilla Gyógyfürdő          |
| --- | ----------------- | ---------------------------------- |
| Paintsil 13'(1–0)• 2' Varga 47'(2–0) Böde 55'(3–0)• 64'(4–0)• 90+2'(5–0) Leandro 38' Lovrencsics G. 46' | (2–0) Jegyzőkönyv | 66' Habovda 74' Uzoma 90+2' Rudolf |

| Groupama Aréna, Budapest Nézőszám: 6 565 Játékvezető: Bognár Tamás (magyar) Asszisztensek: Buzás Balázs és Georgiou Theodoros |

Ahogy a legutóbbi hazai meccsen, ismét sok gólt lőttünk, sok helyzetet alakítottunk ki, nagyon szórakoztató mérkőzést játszottunk. Az elmúlt két hazai mérkőzésen 10 gólt szereztünk, ez egyáltalán nem magától értetődő teljesítmény. A fiúk alaposan felkészültek erre a meccsre, miután múlt héten könnyelműen pontokat adtunk ki a kezünkből. Jól kezdtük a meccset, korán vezetést szereztünk, szépen kidolgozott akciókból lőttünk gólokat. Végig támadólag léptünk fel, ennek ellenére nem hagytunk lehetőségeket az ellenfélnek. A csapat önkívületi állapotban játszott, talán még ennél is több gólt szerezhettünk volna. Nagyon örülök, hogy amióta a Fradi edzője vagyok, egy-egy elvesztett meccs után rendszeres, hogy gyorsan visszatalálunk a győztes útra.Mesterhármast lőtt, igen. Ezért játszik elöl... De komolyra fordítva: nagyon fontos volt számára, hogy végre problémamentes, sérülésmentes felkészülése volt. Azt hiszem, a csapaton belüli konkurenciaharc is jót tett neki. A régi Böde Danit láthatjuk, aki nem véletlenül játszik hosszú évek óta itt, a Fradinál. Minden szempontból jól érzi magát az együttesben, így lehet ilyen jó teljesítményt nyújtani.

### Harmadik kör
| 23. forduló 2018. március 17., szombat 19:30 |

| Ferencváros                                                                              | 3–1               | Puskás Akadémia                                          |
| ---------------------------------------------------------------------------------------- | ----------------- | -------------------------------------------------------- |
| Otigba (1–1) 41' Blažič (2–1) 90' /Böde (3–1) 90+' 74' Moutari 33' Paintsil 38′ Nagy 80' | (1–1) Jegyzőkönyv | 25'(0–1) 81′ Henty 36' Knežević 37' Zsidai 81' Perošević |

| Groupama Aréna, Budapest Nézőszám: 8 411 Játékvezető: Pintér Csaba (magyar) Asszisztensek: Berettyán Péter és Lémon Oszkár |

| 24. forduló 2018. március 31., szombat 17:00 |

| Újpest              | 0–0               | Ferencváros                                 |
| ------------------- | ----------------- | ------------------------------------------- |
| Onovo 9' Balázs 77' | (0–0) Jegyzőkönyv | 12' Szpirovszki 72' Pedroso 90+4' Gorriarán |

| Szusza Ferenc Stadion, Budapest Nézőszám: 9 596 Játékvezető: Iványi Zoltán (magyar) Asszisztensek: Georgiou Theodoros és Szert Balázs |

| 25. forduló 2018. április 7., szombat 14:30 |

| Ferencváros                                                 | 3–0               | Mezőkövesd Zsóry                        |
| ----------------------------------------------------------- | ----------------- | --------------------------------------- |
| Böde(1–0) 32' Varga(2–0) 50' Georgijević(3–0) 88' Botka 39' | (1–0) Jegyzőkönyv | 15' Katanec 23'Hudák 64'Iszlai 69'Lázár |

| Groupama Aréna, Budapest Nézőszám: 8 375 Játékvezető: Solymosi Péter (magyar) Asszisztensek: Ring György és Szécsényi István |

| 26. forduló 2018. április 14., szombat 19:30 (tv: M4 Sport) |

| Debreceni VSC                           | 1 – 1               | Ferencvárosi TC                          |
| --------------------------------------- | ------------------- | ---------------------------------------- |
| Könyves (1–1) 37' Tőzsér 35' Takács 69' | (1 – 1) Jegyzőkönyv | 9' (0–1) Varga R. 71' Leandro 80' Otigba |

| Nagyerdei stadion, Debrecen Nézőszám: 10 841 Játékvezető: Iványi Zoltán (magyar) Asszisztensek: Tóth II. Vencel és Király Krisztián |

- Ferencváros: Dibusz — Botka, Otigba, Blažič, Pedroso — Szpirovszki, Leandro — Varga R. (Moutari  77'), Nagy D. (Georgijevics  80'), Paintsil (Priskin  90') — Böde • Fel nem használt cserék: Holczer (kapus), Lovrencsics G., Koch, Rui Pedro. Vezetőedző: Thomas Doll
- Debreceni VSC: Nagy S. — Bényei, Kinyik, Szatmári, Barna (Mészáros N.  90') — Bódi, Jovanovics (Filip  65'), Tőzsér , Varga K. — Könyves, Tabakovics (Takács  52') • Fel nem használt cserék: Košický (kapus), Tisza, Kuti, Bereczki Vezetőedző: Herczeg András

Az összecsapás előtt Tőzsér Dánielt 100., míg Bényei Balázst 50. élvonalbeli mérkőzése alkalmából köszöntötte a Debreceni VSC cégvezetője, dr. Róka Géza. A két csapat szurkolói remek hangulatot teremtettek, rangadóhoz méltó körülmények között kezdődött a mérkőzés. Az első gólra sem kellett sokat várni, a vendégek már a 8. percben vezetéshez jutottak: Botka a jobb oldalról Nagyhoz passzolt, akinek a lövése után a labda két hazai védőn is megpattant, a lecsorgóra Varga Roland csapott le, majd öt méterről, a kivetődő Nagy Sándor kapus keze alatt, jobbal, a kapu közepébe pöckölte a labdát; (0–1). A folytatásban is a Ferencváros akarata érvényesült, a debreceniek egyáltalán nem jelentettek veszélyt Dibusz kapujára. A 35. percben Iványi játékvezető a debreceniek vezetőedzőjét, Herczeg Andrást felküldte a lelátóra. A 37. percben aztán teljesen váratlanul egyenlített a DVSC: Könyves Norbert Pedroso mellett a jobb oldalon tört be a tizenhatoson belülre, majd jobbal, 12 méterről tüzelt, a labda pedig mind a három kapufát érintve a kapuban kötött ki; (1–1). A második félidő első negyedórája kiegyenlített játékot hozott, majd egyre inkább a Ferencváros került fölénybe, a zöld-fehérek többször is nehéz helyzetbe hozták a hazai védelmet, Böde fejesénél pedig a kapufa mentett. A folytatásban magára talált a Loki is, így az egyre feszültebb hangulatú mérkőzésen változatos játékot láthatott a közönség, gólt azonban már egyik csapat sem szerzett. A 26. forduló után nem változott a helyzet az OTP Bank Liga tabellájának élén: a Ferencváros és a Videoton FC azonos pontszámmal áll az élen, a Debreceni VSC pedig megőrizte bronzérmes helyét.
Mérkőzés utáni nyilatkozatok:
Kiváló hangulatú találkozó volt, nagy harc, nagy küzdelem jellemezte a mérkőzést. Az első 20 perc a Fradié volt, jól birtokolta a labdát a vendég csapat, gólt értek el. A 20. perctől változtattunk a játékon, lőttünk is egy gólt. A második félidőben kiegyenlítettebb volt a játék, volt egy kis pontatlanság nálunk. A játékosok felnőttek a feladathoz, a Fradi jó futballistákból álló csapat.
A csapatom megérdemelte volna a győzelmet. Jó meccs volt, jó hangulattal. A második félidőben történt néhány helyzet körül kavarognak a gondolataim, azokat nem akarom kommentálni, különben megint meg kell jelenni a szövetségnél. Minden jót a Debrecennek. Harminc percig tényleg jól játszottunk, utána egy hiba által mi is előkésztettük a Loki gólját, ami egy gyönyörűszép találat volt.
| Csapat      | Labdabirtoklás | Lövés | Kaput talált lövés | Ebből gól | Szöglet | Szabálytalanság | Sárga lap | Piros lap | Passz | Sikeres passz | Párharc | Megnyert párharc |
| ----------- | -------------- | ----- | ------------------ | --------- | ------- | --------------- | --------- | --------- | ----- | ------------- | ------- | ---------------- |
| Debrecen    | 929 mp (37%)   | 7     | 4 (57%)            | 1 (25%)   | 9       | 16              | 2         | 0         | 268   | 181 (68%)     | 185     | 88 (48%)         |
| Ferencváros | 1607 mp (63%)  | 13    | 4 (31%)            | 1 (25%)   | 10      | 9               | 2         | 0         | 462   | 389 (84%)     | 185     | 97 (52%)         |

| 27. forduló 2018. április 21., szombat |

| Ferencváros                                     | 2–2               | Paks                                                                 |
| ----------------------------------------------- | ----------------- | -------------------------------------------------------------------- |
| Blažič(1–1) 47' Varga(2–2) 90+4' Szpirovszki 4' | (0–1) Jegyzőkönyv | 33'(0–1)Gévay 57'(1–2)Papp 72' Rácz 77′ Vági 78'Simon A. 86'Simon Á. |

| Groupama Aréna, Budapest Nézőszám: 10 112 Játékvezető: Andó-Szabó Sándor (magyar) Asszisztensek: Buzás Balázs és Huszár Balázs |

| 28. forduló 2018. április 28., szombat 19:30 |

| Ferencváros                                   | 2–1               | Swietelsky Haladás                                            |
| --------------------------------------------- | ----------------- | ------------------------------------------------------------- |
| Paintsil(1–1) 38' Blažič(2–1) 68'/br>Nagy 88' | (1–1) Jegyzőkönyv | 7'(0–1)Williams 32' Rózsa 82' Bošnjak 88' Grumić 90+1' Funsho |

| Groupama Aréna, Budapest Nézőszám: 7 872 Játékvezető: Szőts Gergely (magyar) Asszisztensek: Ring György és Berettyán Péter |

| 29. forduló 2018. május 5., szombat 19:30 |

| Videoton                                                  | 0–0               | Ferencváros                                      |
| --------------------------------------------------------- | ----------------- | ------------------------------------------------ |
| Nikolov 11' Huszti 16' Juhász 64' Nego 83' Lazovics 90+4′ | (0–0) Jegyzőkönyv | 51' Paintsil 79' Pedroso 89' Böde 90+2′Gorriarán |

| Pancho Aréna, Felcsút Nézőszám: 3747 Játékvezető: Bognár Tamás (magyar) Asszisztensek: Albert István és Georgiou Theodoros |

- Nagyon erős Ferencvárost láttunk. Az első félidőben domináltunk. A pályán látott munkánk jutalmat kellett volna, hogy kapjon. Elégedett vagyok a fiúk teljesítményével. A második félidő kiegyenlítettebb volt. Ha összeadjuk a két félidőt, megérdemeltük volna, hogy győztesként hagyjuk el a pályát. Együtt tudunk élni ezzel a döntetlennel, még akkor is, ha több lett volna ebben a mérkőzésben. Nagy dicséret a csapatnak, most rajtunk múlnak a továbbiak. Reméljük, hogy Julian Koch sérülése nem súlyos. Annyit hallottam Julianról, hogy egy mélyedés van valahol az arcának az oldalán, valószínűleg egy könyökös okozta. Otigba Kenneth mankókkal ment el mellettem az öltözőben, nem tud rendesen lábra állni. Botka Endrét még meg kell nézni, valószínűleg izomsérülése van -.
| 30. forduló 2018. május 12., szombat |

| Ferencváros                                                           | 1–1               | Vasas                                                    |
| --------------------------------------------------------------------- | ----------------- | -------------------------------------------------------- |
| Blažič(1–0) 89' Lovrencsics G. 33' Holczer 90' Böde 90' Leandro 90+3' | (0–0) Jegyzőkönyv | 90+4' (1–1) Egerszegi 78' Hangya 90+3' Vida 90+4' Laczkó |

| Groupama Aréna, Budapest Nézőszám: 11 345 Játékvezető: Andó-Szabó Sándor (magyar) Asszisztensek: Szert Balázs és Szécsényi István |

| 31. forduló 2018. május 19., szombat 19:30 |

| Budapest Honvéd                               | 1–1               | Ferencváros                                               |
| --------------------------------------------- | ----------------- | --------------------------------------------------------- |
| Lanzafame(1–1) 69' 4' Holender 42' Gazdag 62' | (0–0) Jegyzőkönyv | 49'(0–1) Blažič 67' Dibusz 71' Böde 76' Leandro 87' Botka |

| Bozsik József Stadion, Budapest Nézőszám: 4 680 Játékvezető: Farkas Ádám (magyar) Asszisztensek: Berettyán Péter és Varga Zsolt |

A zöld-fehérek számára egyetlen eredmény jó: a győzelem. Csak ezzel tarthatják életben bajnoki álmaikat, noha még a döntetlennel sem veszik el matematikailag az esély, hiszen a Videoton csak később játszik. Thomas Doll együttese a legutóbbi nyolc mérkőzéséből csak kettőt nyert meg, hat döntetlen mellett. A Groupama Arénában a hosszú győzelmi sorozat után a legutóbbi három meccséből csak egyet nyert meg, azon is hátrányból fordítva. A Diósgyőr a legutóbbi fordulóban, a DVSC ellen megtörte hosszú vereségsorozatát. Az utolsó két fordulóban a mezőny legjobb két csapatával találkozik, ezeken kellene kiharcolni a bennmaradást. A gárda október 28. óta mindössze két pontot szerzett vendégként, egyet Mezőkövesden, egyet pedig a Vasas ellen.
| 32. forduló 2018. május 27., vasárnap 17:30 (tv: M4 Sport) |

| Ferencvárosi TC                                                                    | 4–0               | Diósgyőri VTK                |
| ---------------------------------------------------------------------------------- | ----------------- | ---------------------------- |
| Böde (1–0) 9' Paintsil (2–0) 20'•(4–0) 90+3' (11-esből) Hajnal (3–0) 86' Botka 35' | (2–0) Jegyzőkönyv | 12' Busai 50' Nagy 60' Ugrai |

| Groupama Aréna, Budapest Nézőszám: 12 980 Játékvezető: Berke Balázs (magyar) Asszisztensek: Berettyán Péter és Szert Balázs |

-  Jól kezdtük a mérkőzést, korán gólt szereztünk egy szép támadás végén. Az elmúlt hetekben is dolgoztunk ki ilyeneket, de akkor nem sikerült értékesíteni őket. Jól játszottunk, meglőttük a második gólt, ami megadta a mérkőzés alapját, a Diósgyőrnek rizikót kellett vállalnia. A mi hibáinkból alakítottak ki kisebb-nagyobb lehetőségeket, néhány kontratámadást vezettek, de nagy veszélyt nem jelentettek. Így csordogált a mérkőzés, bennünk volt a feszültség, ami az elmúlt hetekben felhalmozódott. Néhány olyan játékos, aki képes erre, megrázta magát, és négy góllal nyertünk, ami a mérkőzés képe alapján kicsit talán túlzó is – mondta Máté Csaba.
| 33. forduló 2018. június 2., szombat |

| Balmaz Kamilla Gyógyfürdő                                                                  | 3 – 3               | Ferencváros                                                                   |
| ------------------------------------------------------------------------------------------ | ------------------- | ----------------------------------------------------------------------------- |
| Batarelo (1–2) 19' Arabuli (2–2) 28' Tamás (3–3) 70' Maiszuradze 50' Uzoma 75' Sigér 90+3' | (2 – 3) Jegyzőkönyv | 14'(0–1)Tamás 16'(0–2)Bőle 44'(2–3)Uzoma 23' Georgijević 51' Hajnal 52' Batik |

| Városi stadion, Balmazújváros Nézőszám: 2 291 Játékvezető: Szőts Gergely (magyar) Asszisztensek: Kóbor Péter és Huszár Balázs |

Mérkőzés utáni nyilatkozatok:
Megkérdezném, mi lenne akkor, ha a Videoton a bajnoki címért játszana velünk, közben a Fradi is játszana a Diósgyőrrel, és én felállítanám a csapatomat úgy, hogy tele van ifijátékossal. Akkor mi lenne? Akkor vérig lenne mindenki sértve és olvashatnám az újságban, hogy én milyen sz.r ember vagyok! Most mindenki felteszi a kezét, holnapra nem fog emlékezni senki az egész sztorira. Körbe lehet menni, meg lehet nézni, hogy hány ember életét sz.rták el! Persze, nem ezen a meccsen múlt, meg bent lehetett volna maradni máshogy is, csak jó lenne tiszta focit játszani itt Magyarországon, jó lenne megtisztítani az egészet.
Nyilvánvalóan keserű szájízzel zártuk a szezont, de ellenfelünknek még rosszabb lehet, mivel kiestek. Az utolsó találkozónk nem volt éppen csodálatos, habár jól indítottunk, sokat birtokoltuk a labdát és két találatot is szereztünk. Aztán előjött az, ami már sokszor az idegenbeli összecsapásokon: sok-sok hiba, elcsúszott felállás, könnyen bekapott gólok. Ezen kell a legtöbbet változtatnunk a következő szezonra: sokkal harcosabban, fókuszáltan játszani idegenben. Harapnunk kell, mint otthon. Ez a meccs tükrözte az egész éves idegenbeli teljesítményünket. Bőlénél a legfontosabb, hogy teljesen egészséges legyen. Ma is kiválóan játszott, jól mozgott, és nagyszerű gólt szerzett. Ma sokan megkapták a lehetőséget, éltek is a bizalommal, de van, amiben fejlődni kell. Természetesen Zoli pályára lépése is szép volt, de jobb lett volna, ha győzelemmel búcsúztattuk volna a szezont.

### A bajnokság végeredménye
| H   | Csapat                | M  | GY | D  | V  | LG | KG | GK  | GÁ   | SZP | VP | NÉ  | Sárga lap | kiállítva | Forma | Továbbjutás vagy kiesés          |
| --- | --------------------- | -- | -- | -- | -- | -- | -- | --- | ---- | --- | -- | --- | --------- | --------- | ----- | -------------------------------- |
| 1.  | Videoton (B) (NK)     | 33 | 20 | 8  | 5  | 65 | 28 | +37 | 1,97 | 68  | 31 | 6,9 | 111       | 5         |       | Bajnokok Ligája, 1. selejtezőkör |
| 2.  | Ferencváros (NK)      | 33 | 18 | 12 | 3  | 69 | 31 | +38 | 2,09 | 66  | 33 | 6,8 | 70        | 4         |       | Európa-liga, 1. selejtezőkör     |
| 3.  | Újpest (KGY) (NK)     | 33 | 12 | 13 | 8  | 41 | 38 | +3  | 1,24 | 49  | 50 | 6,9 | 76        | 0         |       | Európa-liga, 1. selejtezőkör     |
| 4.  | Bp. Honvéd (CV) (NK)  | 33 | 13 | 8  | 12 | 50 | 53 | –3  | 1,52 | 47  | 52 | 6,6 | 71        | 4         |       | Európa-liga, 1. selejtezőkör     |
| 5.  | Debreceni VSC         | 33 | 12 | 8  | 13 | 53 | 47 | +6  | 1,61 | 44  | 55 | 6,8 | 71        | 2         |       |                                  |
| 6.  | Puskás Akadémia (F)   | 33 | 11 | 10 | 12 | 41 | 46 | –5  | 1,24 | 43  | 56 | 6,5 | 93        | 3         |       |                                  |
| 7.  | Paks                  | 33 | 11 | 9  | 13 | 43 | 48 | –5  | 1,30 | 42  | 57 | 6,5 | 80        | 5         |       |                                  |
| 8.  | Haladás               | 33 | 11 | 5  | 17 | 35 | 50 | –15 | 1,06 | 38  | 61 | 6,3 | 82        | 3         |       |                                  |
| 9.  | Mezőkövesd            | 33 | 9  | 10 | 14 | 35 | 52 | –17 | 1,06 | 37  | 62 | 6,2 | 90        | 3         |       |                                  |
| 10. | Diósgyőr              | 33 | 10 | 6  | 17 | 44 | 53 | –9  | 1,33 | 36  | 63 | 6,3 | 81        | 5         |       |                                  |
| 11. | Balmazújváros (K) (F) | 33 | 8  | 12 | 13 | 39 | 46 | –7  | 1,18 | 36  | 63 | 6,2 | 70        | 2         |       | NB II 2018–2019                  |
| 12. | Vasas (K)             | 33 | 9  | 7  | 17 | 38 | 61 | –23 | 1,15 | 34  | 65 | 6,1 | 86        | 4         |       | NB II 2018–2019                  |

A rangsorolás alapszabályai: 1. összpontszám; 2. a bajnokságban elért több győzelem; 3. a bajnoki mérkőzések gólkülönbsége; 4. a bajnoki mérkőzéseken rúgott több gól; 5. az egymás ellen játszott bajnoki mérkőzések pontkülönbsége; 6. az egymás ellen játszott bajnoki mérkőzések gólkülönbsége; 7. az egymás ellen játszott bajnoki mérkőzéseken az idegenben lőtt több gól; 8. a bajnokság fair play értékelésében elért jobb helyezés; 9. sorsolás.
(CV): Bajnoki címvédő csapat; (B): Bajnokcsapat; (K): Kieső csapat; (F): Feljutó csapat; (KGY): Kupagyőztes; (NK): Nemzetközi kupainduló;

### Eredmények összesítése
Az alábbi táblázatban összesítve szerepelnek a Ferencváros aktuális szezon OTP Bank Ligában elért eredményei.
A százalék számítás a 3 pontos rendszerben történik.
| Kör (forduló)            | Otthon | Otthon | Otthon | Otthon | Otthon | Otthon | Otthon | Otthon | Idegenben | Idegenben | Idegenben | Idegenben | Idegenben | Idegenben | Idegenben | Idegenben |
| Kör (forduló)            | M      | GY     | D      | V      | LG–KG  | GK     | P      | %      | M         | GY        | D         | V         | LG–KG     | GK        | P         | %         |
| ------------------------ | ------ | ------ | ------ | ------ | ------ | ------ | ------ | ------ | --------- | --------- | --------- | --------- | --------- | --------- | --------- | --------- |
| Első kör (1–11.)         | 6      | 4      | 2      | 0      | 16–4   | +12    | 14     | 77,8%  | 5         | 2         | 2         | 1         | 9–8       | +1        | 8         | 53,3%     |
| Második kör (12–21.)     | 1      | 1      | 0      | 0      | 1–0    | +1     | 3      | 100,0% | 2         | 1         | 1         | 0         | 2–1       | +1        | 4         | 66,7%     |
| Harmadik kör (22–33.)    |        |        |        |        |        |        |        |        |           |           |           |           |           |           |           |           |
| Összesen (1–33. forduló) | 7      | 5      | 2      | 0      | 17–4   | +13    | 17     | 80,1%  | 7         | 3         | 3         | 1         | 11–9      | +2        | 12        | 57,1%     |

### Helyezések fordulónként
| Forduló  | 1  | 2  | 3  | 4  | 5  | 6  | 7  | 8  | 9  | 10 | 11 | 12 | 13 | 14 | 15 | 16 | 17 | 18 | 19 | 20 | 21 | 22 | 23 | 24 | 25 | 26 | 27 | 28 | 29 | 30 | 31 | 32 | 33 |
| -------- | -- | -- | -- | -- | -- | -- | -- | -- | -- | -- | -- | -- | -- | -- | -- | -- | -- | -- | -- | -- | -- | -- | -- | -- | -- | -- | -- | -- | -- | -- | -- | -- | -- |
| Helyszín | O  | I  | O  | I  | O  | O  | I  | O  | I  | O  | I  | I  | O  | I  | O  | I  | I  | O  | I  | O  |    |    |    |    |    |    |    |    |    |    |    |    |    |
| Eredmény | D  | D  | GY | D  | D  | GY | V  | GY | GY | GY | GY | D  | GY | GY | GY | GY | V  | GY | GY | GY |    |    |    |    |    |    |    |    |    |    |    |    |    |
| Helyezés | 7. | 8. | 4. | 6. | 6. | 3. | 5. | 3. | 2. | 2. | 2. | 2. | 2. | 1. | 2. | 2. | 2. | 2. | 1. | 1. |    |    |    |    |    |    |    |    |    |    |    |    |    |

Helyszín: O = Otthon; I = Idegenben. Eredmény: GY = Győzelem; D = Döntetlen; V = Vereség.
A csapat helyezései fordulónként, idővonalon ábrázolva.

## Magyar kupa
Az MLSZ szabályzatának értelmében, a nemzeti bajnokságokban (NB I, NB II, NB III) szereplő csapatok a kupasorozat 6. fordulójában, a legjobb 128 között kapcsolódnak be a versenybe. A versenykiírás szerint az NB I-es és NB II-es csapatok kiemeltek lesznek a sorsoláson, nem kerülhetnek össze egymással. A hatodik fordulóból (a főtábla első köréből) továbblépő együttesek 300 ezer, illetve 500 ezer forintot kapnak – attól függően, hogy döntetlen után vagy győzelemmel harcolják ki a továbbjutást.
      Győzelem
      Döntetlen
      Vereség
| 2017. szeptember 19., kedd |

| Dunaharaszti MTK (NB III) | 1 – 2 | Ferencvárosi TC |
| ------------------------- | ----- | --------------- |
|                           |       |                 |

| Részletek |

| 2017. október 24., kedd |

| Kisvárda Master Good (NB II) | 1 – 0 | Ferencvárosi TC |
| ---------------------------- | ----- | --------------- |
|                              |       |                 |

| Részletek |

### 6. forduló (főtábla 1. forduló)
2017. szeptember 11-én a Magyar Labdarúgó-szövetség (MLSZ) székházában megtartott sorsoláson a 70-szeres válogatott Nyilasi Tibor, az MLSZ elnökségi tagjának vezetésével készültek el a párosítások. A Ferencváros csapata az NB III-ban szereplő Dunaharaszti MTK együttesével küzd meg a legjobb 64-be kerülésért.
| 2017. szeptember 19., kedd 15:00 |

| Dunaharaszti MTK (NB III)      | 1 – 2               | Ferencvárosi TC                                 |
| ------------------------------ | ------------------- | ----------------------------------------------- |
| Mészáros (1–1) 86' Rétsági 45' | (0 – 0) Jegyzőkönyv | 63' (0–1) Botka 90+2' (1–2) Leandro 78' Csernik |

| Városi stadion, Dunaharaszti Játékvezető: Nagy Róbert (magyar) Asszisztensek: Punyi Gyula és Márkus Péter |

- Ferencváros: Holczer — Pedroso, Leandro, Blazic, Botka — Szpirovszki, Bognár — Csernik, Paintsil (Gorriarán  58'), Moutari (Kundrák  61') — Priskin (Sternberg  81'). Vezetőedző: Thomas Doll
- Dunaharaszti: Gyatyel — Bíró T., Rétsági, Ferenczi M., Márton — Farkas P. (Mészáros D.  52'), Gacsal, Dallos (Vitányi  82') — Mendebaba (Rebecsák  61'), Szenes B., Rusvay. Vezetőedző: Króner Péter

Magunknak tettük nehézzé a mérkőzést, mert szinte semmi fantázia nem volt a játékunkban. Az ilyen kupameccseken az ellenfélnek ez az év meccse, mert a Ferencváros ellen játszanak, de ettől még nekünk könnyebben kellene hoznunk az ilyen feladatokat. Néhány játékosunk megkapta a lehetőséget a bizonyításra, de összességében kevés volt az akció, kevés volt a váratlan megoldás. A továbbjutás megvan, de ezzel a játékkal nem lehetünk elégedettek.

### 7. forduló (főtábla 2. forduló)
2017. szeptember 22-én a Magyar Labdarúgó-szövetség (MLSZ) székházában megtartott sorsoláson a 70-szeres válogatott Nyilasi Tibor, az MLSZ elnökségi tagjának vezetésével készültek el a párosítások. A Ferencváros csapata az NB II-ben szereplő Kisvárda Master Good együttesével küzd meg a legjobb 32-be kerülésért.
A Kisvárda az idei Magyar kupa küzdelmeibe a főtábla 1. fordulójában kapcsolódott be, 2017. szeptember 20-án, idegenben, 3–0 arányban verték ki az NB III-ban szereplő BKV Előre SC csapatát. A gólszerzők Gosztonyi, Rjasko és Lukács voltak. A Ferencváros az előző 20 párharcát megnyerte a Magyar Kupában, a zsinórban háromszor megszerzett aranyérem után idén is a címvédés reményében kezdte meg a sorozatot.
| 2017. október 24., kedd 13:30 (tv: M4 Sport) |

| Kisvárda Master Good (NB II)                         | 1 – 0               | Ferencvárosi TC                                |
| ---------------------------------------------------- | ------------------- | ---------------------------------------------- |
| Horváth Z. (1–0) 37' (11-esből) Papucsek 17' Hej 85' | (1 – 0) Jegyzőkönyv | 36' Otigba 67' Pedroso 86' Böde 90+3' Paintsil |

| Várkerti Sportpálya, Kisvárda Nézőszám: 3 023 Játékvezető: Németh Ádám (magyar) Asszisztensek: Varga Zsolt és Pápai Zoltán |

- Ferencváros: Dibusz  — Batik (Botka  szünetben), Otigba, Blažič, Pedroso —  Leandro — Lovrencsics G. (Böde  53'), Szpirovszki, Sternberg (Moutari  szünetben) — Kundrák, Paintsil Fel nem használt cserék: Holczer (kapus), Takács Zs., Csernik, Gorriarán. Vezetőedző: Thomas Doll
- Kisvárda: Molnár-Farkas — Vári, Rjasko, Papucsek — Lucas — Melnyik, Délczeg, Mišić (Heffler  90'), Hej — Horváth Z. (Gosztonyi  80'), Lukács (Ilics  69') Fel nem használt cserék: Zöldesi (kapus), Erdélyi, Fodor, Zanko. Vezetőedző: Kondás Elemér

Győztes meccs után vágott bele a kupacsörtébe mindkét csapat: a Ferencváros az Újpestet, a Kisvárda a Dorogot verte meg a hétvégén. A vendégeknél a szombati kezdőcsapatból négyen is a kispadra kerültek, a győztes gólt szerző Böde Dániel mellett Fernando Gorriarán, Amadou Moutari és Botka Endre. Az első percek visszafogottabb játékát követően a Kisvárda meglepően bátran lépett fel, s kapura jóval veszélyesebben futballozott az első félidőben, mint élvonalbeli ellenfele. A Fradinak egy Leandro-szabadrúgást leszámítva nem sok lehetősége volt, míg a vendégek kapufáig, ziccerig is eljutottak. A 36. percben Horváth Zoltán esett el Otigba mellett, a tizenhatoson belül, a játékvezető büntetőt ítélt. A labdát a sértett vágta a Ferencváros kapujának bal oldalába; (1–0). A szünetben meglepetésre, de korántsem érdemtelenül az NB II második helyezettje állt továbbjutásra. Thomas Doll ekkor kettőt cserélt, és főleg Amadou Moutari bevetése hozott változást a zöld-fehérek játékában, ám a második félidő elején látott fölényhez az is kellett, hogy Hej Viktor ápolása miatt percekig emberelőnyben legyen az FTC. Amint ismét egyenlővé vált a létszám, máris eltűnt a zöld-fehérek fölénye, egyre kedvetlenebbeknek tűntek – talán csak a megsérülő Lovrencsics Gergő helyére beküldött Böde Dánielen látszott a győzni akarás. A Kisvárda remekül védekezett, ráadásul Misics révén szabadrúgásból ismét eltalálta a kapufát a hazai csapat, míg a Fradinak igazán nagy gólhelyzetet sem sikerült kialakítania. A Ferencváros a Magyar Kupa elmúlt három kiírását egyaránt megnyerte, ám a Kisvárda gondoskodott róla, hogy ne a zöld-fehérek legyenek az elsők, akik sorozatban négyszer is elhódítják a trófeát, a Ferencváros kupaszereplése a vártnál korábban ért véget. Bár a mérkőzésen – főleg a második félidőben – a Ferencváros többet támadott, a kisvárdaiak több nagy helyzete és két kapufája jelzi, hogy megérdemelten nyerték meg a mérkőzést. A Ferencváros 2013 decembere után veszített el újra Magyar Kupa-párharcot (Thomas Doll-lal ez volt ez első kupakudarca), és hét veretlen tétmeccs után kapott ki ismét.
Mérkőzés utáni nyilatkozatok:
Nagyon szép győzelmet arattunk, kiváló ellenféllel szemben. A Fradi ugyan az ország egyik legjobb csapata, de ezen a meccsen minden csapatrészben felülmúltuk, és jóval több helyzetünk volt. Hamarabb is eldönthettük volna a továbbjutás sorsát, de azt sem bánjuk, hogy csak egy góllal nyertünk.
Gratulálni szeretnék a Kisvárdának a megérdemelt győzelméhez. Nagyon csalódott vagyok a csapatom miatt. Nem érdemeltük meg, hogy így kiessünk, és a másik csapat így menjen tovább. Voltak játékosok, akik féltek a szerepvállalásuktól. Voltak, akik nem mentek bele az egy az egy elleni küzdelmekbe, akár védekezésben, akár támadásban. Nem látok különbséget az NB I és az NB II között. Az embernek vannak elképzelései, miképp kell egy mérkőzést játszani, továbbjutni, vagy akár sorozatban a negyedik alkalommal megnyerni. Amikor valakinek odapasszolják a labdát, és a labda elgurul tőle, akkor a mérkőzés így fog kinézni, ahogy most kinézett. Mi edzőként mindig a csapat eredményéért vagyunk felelősek, ezt követően egyszerű valakit kritizálni, mindegy hogy klubnak, vagy válogatottnak az edzőjéről beszélünk. Néhányan feltehetik maguknak a kérdést, hogy képesek-e ennél jobb teljesítményre. Ez egy szükségtelen, nagyon fájdalmas vereség volt. Egy megnyert Derbit követően egy csapat széles vállal érkezik ide. A csapaton belül cseréket hajtottunk végre, voltak, akiknek volt lehetőségük bizonyítani. Voltak problémák a sérülésekkel, többen izomproblémákkal küzdöttek. Szívesen játszottam volna a legjobb csapattal. Botka Endre két nappal ezelőtt beteg volt, Böde Daninak izomproblémái voltak. Gorriaránt teljesen ki kellett hagyni, Lovrencsics Gergőt korán kellett lecserélni, Varga Roland sem volt velünk.
Ahogy a legutóbbi mérkőzéseinket, úgy ezt a találkozót is rosszul kezdtük. Nem volt meg a lendület, nem tudtunk helyzeteket kidolgozni, nem játszottunk jól. A második félidő talán valamennyivel jobb volt, de sajnos ezt a mérkőzést most vereséggel zártuk, és kiesés lett a vége.

## Európa-liga

### Első selejtezőkör
| Első mérkőzés 2017. június 29., csütörtök 18:45 |

| Ferencváros                     | 2 – 0               | Jelgava |
| ------------------------------- | ------------------- | ------- |
| Varga (1–0) 10' Varga (2–0) 69' | (1 – 0) Jegyzőkönyv |         |

| Groupama Aréna, Budapest Nézőszám: 7 123 Játékvezető: Vasilis Dimitriou (ciprus) |

| Visszavágó 2017. július 6., csütörtök 17:30 |

| Jelgava | 0 – 1               | Ferencváros       |
| ------- | ------------------- | ----------------- |
|         | (0 – 1) Jegyzőkönyv | (1–0) 37' Priskin |

| Zemgale Olympic Center, Jelgava Nézőszám: 1 400 Játékvezető: Dumitri Muntean (moldáv) |

### Második selejtezőkör
| Első mérkőzés 2017. július 13., csütörtök 21:00 |

| Ferencváros                     | 2 – 4               | FC Midtjylland                                                                 |
| ------------------------------- | ------------------- | ------------------------------------------------------------------------------ |
| Botka (1–0) 22' Varga (2–0) 42' | (2 – 1) Jegyzőkönyv | (2–1) 45+1' (11-esből) (2–2) 61' (2–3) 67' (11-esből) Poulsen (2–4) 90'Onuachu |

| Groupama Aréna, Budapest Nézőszám: 8 034 Játékvezető: Sandro Schärer (svájc) |

| Visszavágó 2017. július 20., csütörtök 19:00 |

| FC Midtjylland                                       | 3 – 1               | Ferencváros     |
| ---------------------------------------------------- | ------------------- | --------------- |
| Wikheim (1–0) 34' Nissen (2–1) 71' Sørloth (3–1) 81' | (1 – 0) Jegyzőkönyv | (1–1) 64' Pedro |

| MCH Arena, Herning Nézőszám: 5 413 Játékvezető: Alper Ulusoy (török) |